# Mănăstirea Dragomirna
Mănăstirea Dragomirna este un complex mănăstiresc fortificat din România, construit în perioada 1602-1609 în satul Mitocu Dragomirnei din comuna omonimă (aflată în prezent în județul Suceava) de către mitropolitul Anastasie Crimca al Moldovei. Ea este situată în apropierea pădurii Dragomirna, la o distanță de 12 km nord de orașul Suceava. Biserica mănăstirii are hramul Pogorârea Sfântului Duh (sărbătorit în duminica de la 50 de zile după Paști).
Mănăstirea Dragomirna a fost inclusă pe Lista monumentelor istorice din județul Suceava din anul 2015 la poziția 305, având cod LMI SV-II-a-A-05577. Ansamblul mănăstiresc este format din cinci obiective:
- Biserica "Pogorârea Sf. Duh" - construită în 1609 și având codul LMI SV-II-m-A-05577.01
- Paraclisul "Sf. Nicolae” - construit în sec. XVII și având codul LMI SV-II-m-A-05577.02
- Egumenia - datând din sec. XVII și având codul LMI SV-II-m-A-05577.03
- Trapeza - datând din 1609 și având codul LMI SV-II-m-A-05577.04
- Zidul de incintă - construit în sec. XVII și având codul LMI SV-II-m-A-05577.05

De asemenea, pe listă este inclusă la numărul 304 și Biserica "Sfinții Enoh, Ilie și Ioan Teologul” - Dragomirna Mică, construită în anul 1602 și având codul SV-II-m-A-05576. Aceasta se află în afara incintei complexului mănăstiresc, dar aparține de Mănăstirea Dragomirna, fiind biserica cimitirului monahal.

## Istoric

### Ctitorirea mănăstirii

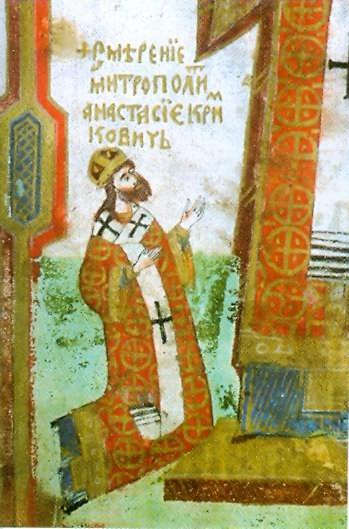
Anastasie Crimca - portret pe un Liturghier din 1610

În secolul al XVI-lea, pe locul unde se întinde astăzi satul Mitocu Dragomirnei și Mănăstirea Dragomirna erau niște vechi seliști pustii, satul Dragomirești și „locul pustiu Ungurașii”. Printr-un uric din 24 februarie 1587, domnitorul Petru Șchiopul i-a dăruit diacului Ilie Crimcovici („Ilie diiacu, fiul Crimcoae din Suceava") siliștea Ungurașii, aflată pe apa Sucevei. El a fost răsplătit pentru ajutorul credincios oferit domnitorului în lupta cu năvălitorii cazaci. Pe aceste locuri se așezaseră câțiva călugări care clădiseră un schit de lemn.
Diacul (scriitor de cancelarie la curtea domnească) Ilie Crimcovici era fiul negustorului Ioan Crimca din Suceava și al "cneaghinei" Cârstina, din neamul familiei Stroici. El s-a călugărit la Mănăstirea Putna cu numele de Anastasie și a fost hirotonit preot la scurtă vreme. Ca urmare a meritelor sale cărturărești, dar și duhovnicești, a primit titlul de arhimandrit (1588) și a fost numit, la cererea voievodului de atunci, ca egumen la Mănăstirea Galata, unde a format o obște bine organizată, cu ucenici buni.
După intrarea  în Moldova a lui Mihai Viteazul (iunie 1600), arhimandritul Anastasie Crimca este numit în scaunul de episcop de Rădăuți, iar la 19 iunie 1600 el îi făgăduiește credință noului domnitor. În declarația sa de credință, noul episcop spune printre altele: "(...) și mai mărturisesc că în Biserică voi păstra pacea și voi gândi că niciodată nu voi face ceva împotrivă-i; în urma aceasta mă supun credinciosului domn Mihai Voievod și celui de Dumnezeu încoronatului fiu al său Nicolae Voievod, cărora le voi fi întotdeauna supus și ascultător din toată inima și din tot sufletul îi voi iubi pe ei în toată viața mea."
După destrămarea unirii și revenirea în țară în septembrie 1600 a domnitorului Ieremia Movilă și a celor trei episcopi ce l-au însoțit, Anastasie Crimca s-a retras din scaun la moșia sa Dragomirești, unde se afla o așezare monahală mai veche. Împreună cu rudele sale, marele logofăt Lupu Stroici și fratele acestuia, marele vistiernic Simion Stroici, fostul episcop Anastasie Crimca a zidit o biserică mică, din piatră, în cadrul schitului mai vechi, din lemn. Biserica avea hramul Sfinții Enoh, Ilie și Ioan Evanghelistul și a fost sfințită în anul 1602.
Deasupra ușii de intrare în naosul bisericii se află următoarea pisanie în limba slavonă: "În numele Tatălui și al Fiului și al Sfântului Duh care se cinstește în Sfânta Treime, unui Dumnezeu și Preacuratei Sale maici și Sfântului și dreptului Enoh și sfântului prooroc Ilie și sfântului Ioan Teologul au zidit această biserică smeriții slujitori și închinători Sfintei Treimi, chir Anastasie Crimcovici, fost episcop de Rădăuți și dumnealui Lupu Stroici marele logofăt și fratele domniei sale Simion, mare visternic, în zilele evlaviosului domn Io Ieremia Voievod și ale prea iubiților lui fii Ioan, Constantin, Alexandru și Bogdan Voievod, în anul 7110, iulie 27 și închinată sfinților, dreptul Enoh, Ilie și Evanghelistul Ioan" (1602).
Mănăstirea Dragomirna este menționată pentru prima dată într-un document din 4 septembrie 1605 prin care a primit danii de la marele logofăt Lupu Stroici. Într-un document din 20 august 1616 se menționează faptul că biserica cea mică a fost ctitorită de mitropolitul Anastasie Crimcovici, de marele logofăt Lupu Stroici și de soția lui, Pascalina. Urmașii logofătului Stroici menționau la 22 august 1641 că mănăstirea a fost construită de Lupu Stroici și de mitropolitul Anastasie Crimca.
Familia nobiliară Șeptilici este menționată ca descendentă a boierilor moldoveni care au sprijinit financiar construcția Mănăstirii Dragomirna, ctitorită de mitropolitul Anastasie Crimca. Pe timpul domniei lui Ștefan Vodă Tomșa (1611-1615, 1621-1623), un membru al familiei Șeptilici a contribuit semnificativ la realizarea acestui important lăcaș de cult, recunoscut pentru arhitectura sa unică și pentru rolul său în viața spirituală și culturală a Moldovei.
Această contribuție plasează familia Șeptilici în rândul boierilor filantropi din Principatul Moldovei, cunoscuți pentru sprijinul acordat bisericilor și mănăstirilor în perioada medievală. 

### Extinderea mănăstirii

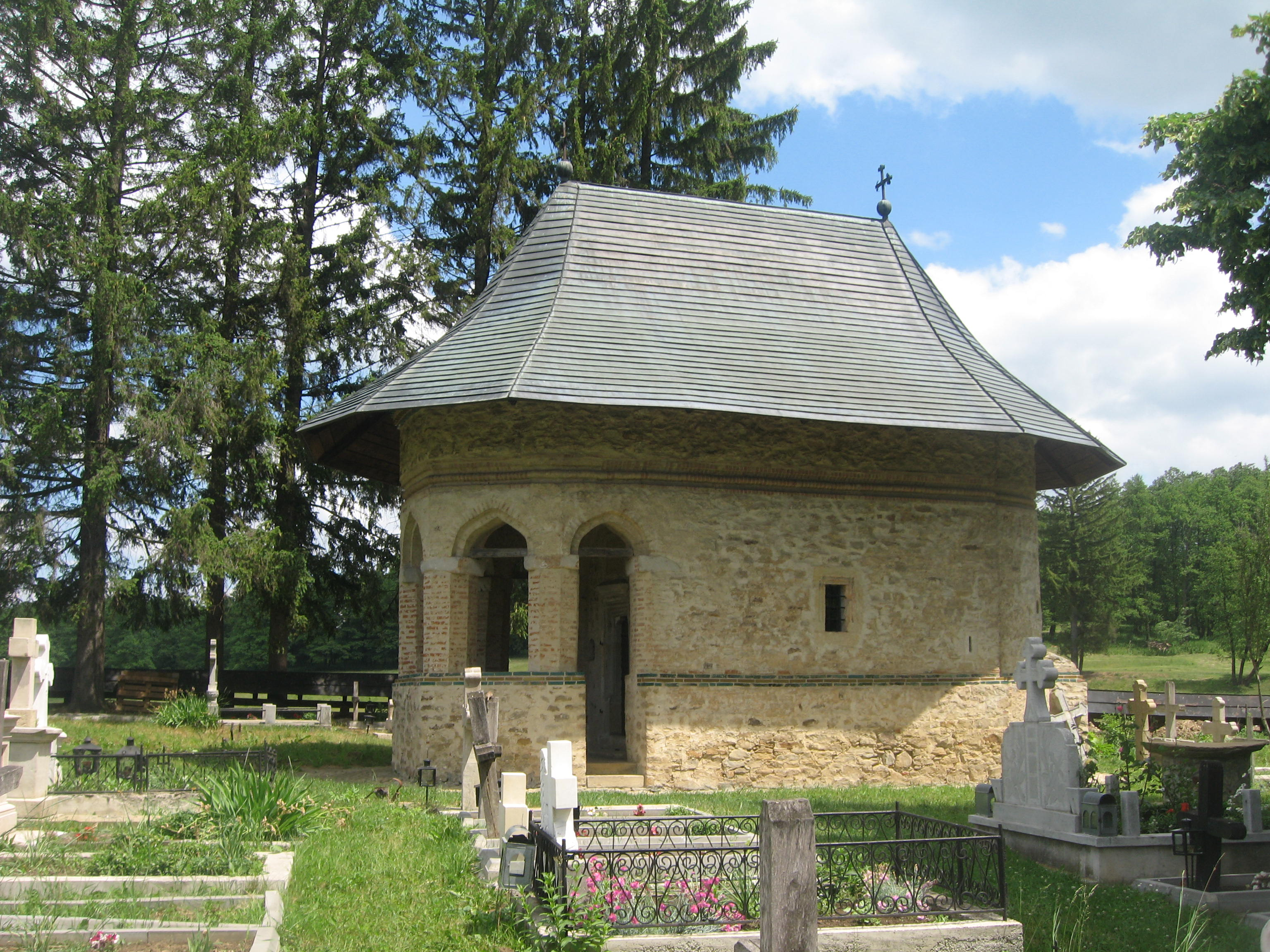
Biserica de cimitir

Anastasie Crimca a revenit la conducerea Bisericii Ortodoxe din Moldova mai întâi ca episcop de Roman (1606-1608) și apoi ca mitropolit al Moldovei, cu reședința în Suceava (1608-1617, 1619-1629). Însuflețit de dorința de a mări vechiul schit de lemn, Anastasie Crimca a zidit biserica mare a Mănăstirii Dragomirna, cu hramul „Pogorârea Sfântului Duh”, una dintre cele mai de seama creații arhitectonice ale Evului Mediu românesc. Aceasta a fost finalizată și sfințită în anul 1609. Biserica mare nu are pisanie, ia datarea construcției se face pe baza unei însemnări dintr-un Tetraevanghel din 1609.
În calitate de ctitor, mitropolitul a dăruit Mănăstirii Dragomirna satul Dragomirești, precum și numeroase odoare: două epitafuri lucrate cu fir de aur și argint (unul care reprezintă „Adormirea Maicii Domnului” a fost donat în 1612 și un altul care reprezintă „Punerea în Mormânt a Mântuitorului”, care a fost donat în 1626), o cruce din lemn de tisă cu o ferecătură în filigram de argint aurit (în 1624), un pocrovăț înfățișând Împărtășirea Apostolilor cu vin (nedatat, dar purtând numele lui Anastasie Crimca) și cărți bisericești (un Tetraevangheliar cu miniaturi pe pergament (1609), un Liturghier (1610) și o Psaltire (1616)). Multe dintre acestea s-au pierdut în timp ca urmare a vremurilor vitrege prin care a trecut mănăstirea.
Ca urmare a vremurilor tulburi din primele decenii ale secolului al XVII-lea, în anul 1627 domnitorul Miron Barnovschi-Movilă (1626-1629, 1633) a înconjurat Biserica „Pogorârea Sf. Duh” cu ziduri de apărare masive și înalte. Mănăstirea a căpătat astfel aspectul unei fortărețe, având la colțuri patru turnuri de apărare, iar la mijlocul laturii sudice un turn-clopotniță înalt, pe care s-a amplasat o pisanie. Împrejmuirea mănăstirii s-a făcut cu binecuvântarea mitropolitului Anastasie Crimca. De asemenea, a fost construită și trapeza.
Contribuția domnitorului Miron Barnovschi-Movilă a fost menționată și de cronicarul Miron Costin în letopisețul său. Vorbind despre ctitoriile domnitorului sus-menționat, cronicarul scrie următoarele: „După slujba ce au făcut Barnovschii-vodă împărăției la Dașău, domniia cu mare fericiie țărîi, stîndŭ tot după grijile țărîi și după lucruri dumnedzăierești. Și au fîrșitŭ mănăstirea mare în dricul orașului Iéșilor întîi, ce să dzice Sfînta Mariia și apoi mănăstirea anume Hangul, în munți, den pajiște și Dragomirna au fîrșit iară el, urdzită de Crimca mitropolitul, aproape de orașul Sucevei, așijderè și Bîrnova, lîngă Iași, care apoi au fîrșit-oă Dabijè-vodă, fără beséreci în multe locuri și beserică lui Sfetii loanŭ, iară aicea în orasŭ, de îmrnă-sa făcută.”
Mitropolitul Anastasie Crimca a murit în anul 1629, fiind înmormântat în pronaosul Bisericii „Pogorârea Sf. Duh”, sub o lespede de piatră fără nicio inscripție. Neinscripționarea pietrei de mormânt este atribuită de unii autori vremurilor tulburi care explicau un asemenea gest de discreție.
Domnitorul Miron Barnovschi-Movilă nu a reușit să termine lucrările la mănăstire. Astfel, egumenul mănăstirii vindea la 9 august 1635 un sat cu 350 lei pentru finalizarea lucrărilor de construire a mănăstirii „findcă este neterminată de Barnovschi vodă”.
În primele decenii ale secolului al XVII-lea, Mănăstirea Dragomirna a reprezentat un puternic focar de cultură românească, aici copiindu-se cărți religioase împodobite cu miniaturi.

### Perioade de restriște
În decursul timpului, Mănăstirea Dragomirna a trecut prin încercări grele, fiind jefuită de mai multe ori de năvălitorii străini. Astfel, în mai 1653, a doua zi după sosirea la Cetatea de Scaun a Sucevei, cazacii lui Timuș Hmelnițki au atacat Dragomirna, au furat toate odoarele de preț atât ale mănăstirii, cât și ale boierilor care se refugiaseră acolo, și au violat femeile și fetele adăpostite în mănăstire.
Acest eveniment este descris de cronicarul Miron Costin astfel: "Timuș, cum au sosit la cetate, de a doa dzi s-au desfrînat la jacurile mănăstirilor și întîi asupra Dragomirnei mănăstirii cu pușci au 'mărsŭ și au bătut mănăstirea. Și dacă i s-au închinat, toate odoarăle, veșmintele în jacŭ au dat și cîți bieți neguțitori era închiși acolea și mulți den boieri, rușinîndŭ cazacii fămei și fete și nu 'ca creștinii, ce mai multŭ decît păgînii s-au purtat cu 'acéia mănăstire. Și să hie mai avut vréme cevași Timuș, nici o mănăstire n-ar hi hălăduit neprădată odoacă".
Câțiva ani mai târziu, la 2 octombrie 1658 (după o însemnare de pe zidul portalului), Mănăstirea Dragomirna a fost jefuită de tătari.

### Mănăstirea în secolele XVIII-XIX

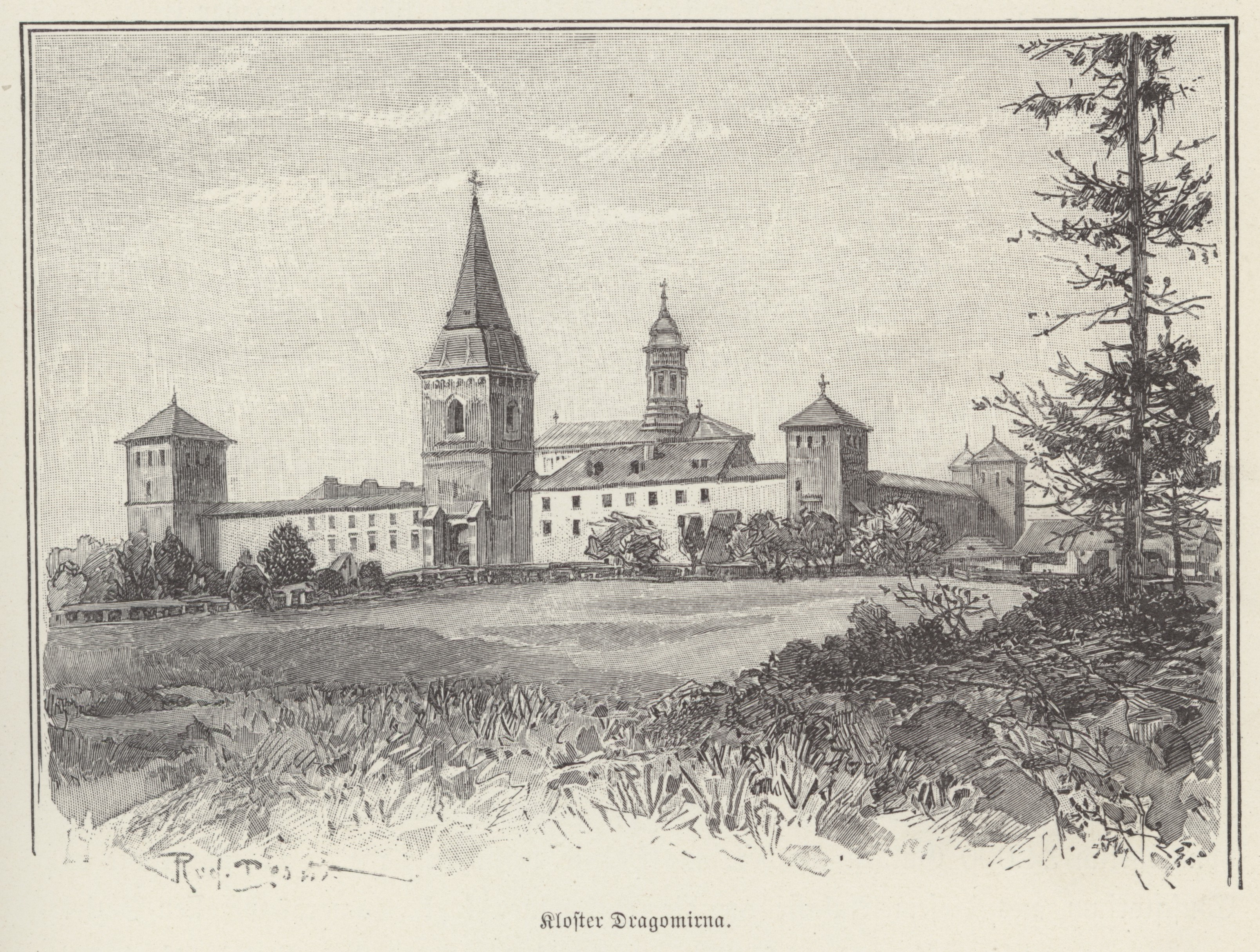
Mănăstirea Dragomirna (Xilogravură din 1899 de Rudolf Bernt).

Mănăstirea a fost reparată în secolul al XVIII-lea, înaintea anului 1762. Într-un document din 25 octombrie 1762, biv vel vistierul Filip Catargiu declară că "din treacirea anilor și din venirea vreamilor, ramăind parăsită și stricată, viindu la cea mai de prea urma rasapă și stricare", biserica a fost făcută "iarăș după cum au fostu" cu cheltuiala și osteneala sa.
Una dintre perioadele de înflorire a mănăstirii este considerată perioada 1763-1775 în care a viețuit aici ieromonahul Paisie Velicicovschi. Acesta s-a născut la 21 decembrie 1722 în orașul Poltava din Malorusia, în familia unui preot. A studiat la Academia duhovnicească din Kiev (1735-1739), apoi a rătăcit mai mulți ani pe la mai multe schituri și mănăstiri în căutarea unui duhovnic bun. În anul 1745 a trecut în Moldova, viețuind un timp la schiturile Dălhăuți, Trăisteni și Cârnul, unde l-a cunoscut pe starețul Vasile de la Poiana Mărului. În vara anului 1746 pleacă la Muntele Athos și trăiește un timp în singurătate, în preajma Mănăstirii Pantocrator. Este călugărit în anul 1750 de starețul Vasile de la Poiana Mărului, aflat în trecere pe la Muntele Athos, și apoi este hirotonit ieromonah (1758). În vara anului 1763, starețul Paisie revine în Moldova de la Muntele Athos (unde viețuise timp de 17 ani), împreună cu cei 64 de ucenici, și devine stareț la Mănăstirea Dragomirna.
În această perioadă, împărăteasa Ecaterina a II-a a Rusiei a dăruit Mănăstirii Dragomirna în 1767 un policandru de cristal (expus astăzi în sălile muzeului de la Dragomirna) și clopotul cel mare numit Zaporojanul, în greutate de peste 1100 kg, care se află în clopotnița mănăstirii.
În ianuarie 1775, ca urmare a atitudinii de neutralitate pe care a avut-o în timpul conflictului militar dintre Turcia și Rusia (1768-1774), Imperiul Habsburgic (Austria de astăzi) a primit o parte din teritoriul Moldovei, teritoriu cunoscut ulterior sub denumirea de Bucovina. După anexarea Bucovinei de către Imperiul Habsburgic în anul 1775, localitatea Mitocu Dragomirnei a făcut parte din Ducatul Bucovinei, guvernat de către austrieci, făcând parte din districtul Suceava.
După ocuparea nordului Moldovei de către austrieci (1775) și impunerea de către aceștia din urmă a unor restricții cu privire la viața monahală (mănăstirile nu avea voie să aibă mai mult de 25 de călugări), Paisie Velicicovschi pleacă în octombrie 1775 cu cea mai mare parte a obștei la Mănăstirea Secu, iar în vara anului 1779 se strămută pentru ultima dată la Mănăstirea Neamț. Acolo organizează obștea după rânduiala atonită și traduce din operele Sfinților Părinți. În perioada stăreției sale, obștea de la Mănăstirea Neamț ajunge la 700 de frați. Starețul Paisie Velicicovschi a murit la 15 noiembrie 1794 și a fost înmormântat în gropnița bisericii voievodale a Mănăstirii Neamț. Mai târziu, el a fost canonizat de Biserica Ortodoxă Rusă (1988) și apoi și de Biserica Ortodoxă Română (1992) cu numele de Cuviosul Paisie de la Neamț.
Autoritățile habsburgice au desființat majoritatea mănăstirilor ortodoxe din Bucovina în baza Ordonanței Imperiale din 19 iunie 1783 a împăratului Iosif al II-lea (1780-1790), trecând toate pământurile și fondurile administrate de Episcopia Rădăuților "sub povățuirea stăpânirii împărătești și a crăieștii măriri". Din cele 10 mănăstiri și 13 schituri existente în Bucovina în acea perioadă, au rămas numai trei mănăstiri (Putna, Sucevița și Dragormina), plus Biserica "Sf. Gheorghe" din Suceava ca metoc al Mănăstirii Dragomirna. Celor trei mănăstiri rămase li s-a impus un număr maxim de 25 de călugări, care urmau să-și continue activitatea monahală după noul statut al mănăstirilor.
La sfârșitul secolului al XVIII-lea (prin 1793), în biserica Mănăstirii Dragomirna s-a adus și montat catapeteasma lucrată în lemn și aurită (1613) a fostei mănăstiri Solca. Vechiul iconostas al Mănăstirii Dragomirna a fost dus în 1795 la Biserica Arbore, el aflându-se în prezent la Solca.
În partea de nord-vest a curții a fost construit în perioada 1843-1845 un nou corp de chilii. Din fostul corp se păstrează până astăzi doar temelia care se vede înaintea intrării în noul corp. De asemenea, tot atunci s-a supraînălțat cu un etaj turnul clopotniță. Clădirea egumeniei și paraclisul "Sf. Nicolae" au fost reparate în 1846.
Prin decretul nr. 1176 din 1904, Consistoriul arhiepiscopesc al Mitropoliei Bucovinei și Dalmației a declarat Mănăstirea Sfântul Ioan cel Nou din Suceava ca mănăstire independentă, scoțând-o din administrarea Mănăstirii Dragomirna.

### Restaurarea complexului monahal
În urma Decretului 410/1959, s-a admis ca în mănăstiri să rămână numai monahiile care au peste 50 de ani și monahii de peste 55 de ani. Prin dispoziția mitropolitului Iustin Moisescu, Mănăstirea Dragomirna a devenit în anul 1960 mănăstire de maici.
În perioada 1961-1976 s-au efectuat, cu sprijinul statului, ample lucrări de restaurare a Mănăstirii Dragomirna și anume:
- rostuirea zidurilor bisericii mari, îndepărtarea tencuielilor de pe fațadă și de pe pereții pridvorului, refacerea acoperișului în forma sa originară, refacerea pardoselilor de piatră și completarea ancadramentelor de la uși și ferestre
- completarea și acoperirea zidului de incintă și refacerea drumului de strajă
- îndepărtarea unui etaj adăugat ulterior la turnul clopotniță
- rostuirea zidurilor de la turnurile de apărare și refacerea acoperișurilor
- refacerea pardoselilor de piatră și completarea ancadramentelor de la ușile și ferestrele sălii gotice
- refacerea corpurilor de chilii dinspre vest și nord
- restaurarea bisericii din cimitir
- construirea unui nou paraclis cu hramul "Nașterea Maicii Domnului"

Complexul de artă medievală de la Dragomirna a fost reabilitat în anii 2010-2012, prin proiectul „Restaurarea și conservarea patrimoniului cultural și modernizarea infrastructurii conexe la Mănăstirea Dragomirna“, care a fost finanțat prin Programul Operațional Regional 2007-2013, Axa prioritară 5 - Dezvoltarea durabilă și promovarea turismului, Domeniul major de intervenție 5.1 - „Restaurarea și valorificarea durabilă a patrimoniului cultural, crearea și modernizarea infrastructurilor conexe“. S-a urmărit restaurarea componentelor artistice și realizarea de construcții noi pentru modernizarea infrastructurii conexe. Lucrările au fost efectuate de SC General Construct SA Suceava, după o documentație realizată de firma de consultanță SC Regional Consulting SRL Suceava, și au vizat următoarele aspecte:
- refacerea pavimentului de pe aleea de acces în mănăstire din cuburi de granit combinate în două culori, cu păstrarea motivului tradițional
- împrejmuirea aleii principale de acces cu un gard cu fundație continuă din beton, cu soclu din beton placat cu piatră și care susține plasa ornamentală din fier de bare independente. De asemenea, terenul mănăstirii a fost împrejmuit cu un gard din plasă zincată fixată de stâlpi metalici din țeavă galvanizată montați în fundații izolate din beton.
- refacerea șarpantei și înlocuirea învelitorii vechi din tablă zincată a tuturor clădirilor din incinta mănăstirii, a celor cinci turnuri și a drumurilor de strajă cu învelitori din tablă de cupru.
- repararea tâmplăriei, montarea unei centrale termice noi și a unor panouri solare, refacerea instalației electrice (înlocuirea tuturor tablourilor de distribuție, a cablurilor și coloanelor de alimentare ale tablourilor de distribuție), refacerea alimentării cu apă a ansamblului mănăstiresc.
- conservarea și restaurarea decorațiilor exterioare din piatră de pe turla bisericii (finalizat în 2010)
- restaurarea și conservarea picturilor murale de la începutul secolului al XVII-lea din Biserica „Pogorârea Sfântului Duh“, care decorează doar turla, altarul și naosul bisericii. Stratul pictural a fost curățit, consolidat și stabilizat, eliminându-se intervențiile anterioare neglijente de repictare și a reparațiilor care acopereau porțiuni din zidărie și pictură.
- restaurarea catapetesmei prin lucrări de conservare-restaurare a structurii de rezistență din lemn, operații de conservare-restaurare pentru policromie plană, sculptată, traforată și operații de conservare-restaurare pentru icoane.
- construirea unui punct de informare turistică în incinta mănăstirii, pe latura sudică.

## Biserica "Pogorârea Sf. Duh"

### Arhitectură

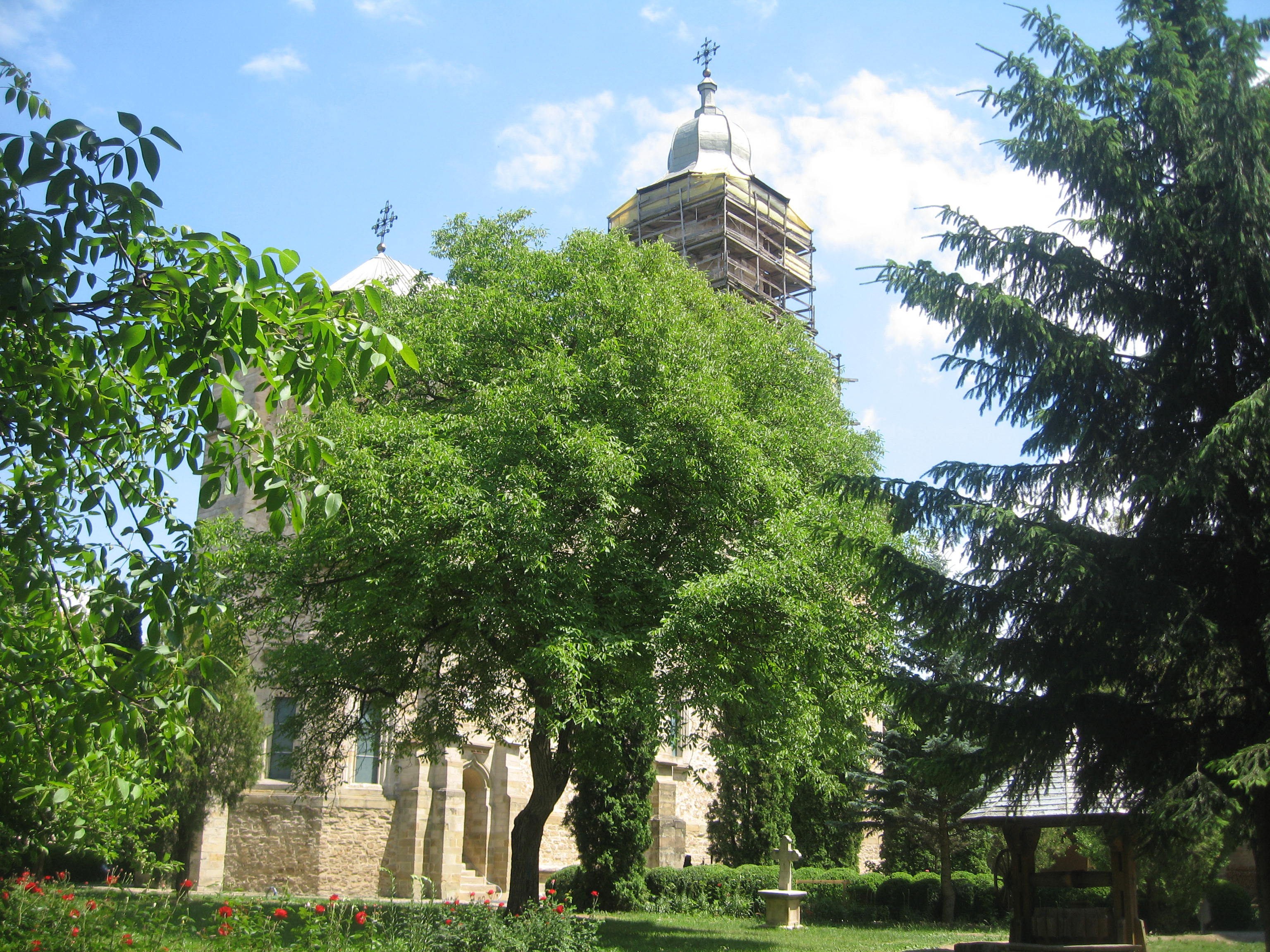
Biserica "Pogorârea Sf. Duh" văzută dinspre sud-vest.

Biserica "Pogorârea Sf. Duh” este construită în formă de navă, fiind asemănătoare ca plan, dimensiuni și împărțirea spațiului interior cu unele biserici construite în secolul al XVI-lea. Totuși, ea se deosebește de acestea printr-o absidă poligonală în partea de vest.
Edificiul lăcașului de cult are o structură îngustă și alungită, înălțimea clădirii fiind excesivă în raport cu lățimea sa. El se remarcă prin dimensiuni: lungime de 35 m, lățime de aproximativ 9,5 m și înălțime de aproximativ 42 m. În lucrarea sa „Neamul românesc din Bucovina”, istoricul Nicolae Iorga caracteriza astfel această biserică: „Vederea acestei biserici este o uimire de bucurie. E înaltă și îngustă ca o cutie de sfinte moaște și e unul din cele mai strălucite monumente ale vechii noastre arhitecturi, iar pentru Crimca un titlu veșnic de glorie”.
Biserica este construită din piatră, având un soclu din bucăți mari de piatră cioplită, așezate în trepte. Fațadele bisericii sunt lucrate din piatră brută, pe când pilaștrii cu rol decorativ sunt alcătuiți din blocuri de piatră cioplită și șlefuită. Pe la mijlocul înălțimii pereților, edificiul este împărțit în două registre de un brâu-torsadă din piatră cu trei tori răsuciți alternativ ca o funie, acest motiv fiind originar din Orientul Apropiat (Caucaz sau Armenia). În plan vertical, fațada este împărțită în zece panouri realizate prin opt pilaștri clădiți din blocuri masive de piatră și sprijiniți la bază de contraforturi. Sub cornișă, între acești pilaștri se află două șiruri de arcaturi în acoladă, dintre care unul este puțin reliefat față de suprafața zidului, iar celălalt bogat ornamentat cu modele florale. Turla bisericii are o formă rotundă în interior și octogonală în exterior, ea remarcându-se prin sculptura decorativă de o mare bogăție, varietate și măiestrie, cu un vast repertoriu de motive ornamentale, geometrice și vegetale, rozete stilizate, stele formate din două romburi, pătrate asociate cu un ornament polilobat etc.
Ancadramentele ușilor și ferestrelor sunt de factură gotică. În biserică se intră prin două uși amplasate pe fațadele laterale ale pridvorului. Portalul de intrare în biserică are un ancadrament din piatră cioplită și este terminat în acoladă. Ferestrele pridvorului sunt de dimensiuni mai mari și au ancadramente cu muluri terminate în arc frânt, iar cele din pronaos și din naos sunt terminate în acoladă, fiind încadrate în rame dreptunghiulare, cu baghete încrucișate.
Interiorul bisericii este compartimentat în patru încăperi: pridvor, pronaos, naos și altar. Încăperile sunt înălțate treptat de la pridvor și până la altar. În pridvor se pătrunde prin urcare a șapte trepte. Pridvorul este o încăpere joasă, fiind acoperit cu o boltă în sfert de sferă. Între pridvor și pronaos se află un perete având la mijloc un portal cu ancadrament gotic, terminat în formă de acoladă și înscris la rândul lui într-un alt chenar dreptunghiular. Pronaosul are formă dreptunghiulară, el având un nivel mai ridicat decât cel al pridvorului. Spațiul interior al pronaosului este împărțit în două de un arc median transversal, care separă două calote inegale ca dimensiuni. Pronaosul este separat de naos printr-un perete străpuns de trei arcade sprijinite pe doi pilaștri poligonali masivi. Naosul are formă dreptunghiulară, având absidele laterale semicirculare înscrise în grosimea zidurilor. Deasupra naosului se află o turlă înaltă sprijinită pe pandantivi. Între naos și altar se află o catapeteasmă nouă, din lemn de stejar. În părțile laterale ale altarului sunt înscrise în grosimea zidului cele două nișe tradiționale: proscomidiarul și diaconiconul. Altarul are o absidă de formă semicirculară și este acoperit de o boltă în sfert de sferă. Această încăpere este luminată prin trei ferestre mari.
Mobilierul din biserică este nou, fiind confecționat în 1975 de către familia meșterilor Croitoru. El este realizat din lemn de stejar cu ornamentația inspirată din sculptura turlei. Biserica are o catapeteasmă din lemn aurit, cu sculpturi artistice, care a fost confecționată în 1613. Aici se află o icoană a Maicii Domnului, ferecată în argint și considerată a fi făcătoare de minuni.

### Iconografie
Biserica Mănăstirii Dragomirna a fost împodobită cu pictură în frescă in secolul XVII de către zugravii popa Crăciun Mătieș, popa Ignat și Gligorie, formați în școala de pictură moldovenească tradițională. Numele lor este încrustat pe peretele altarului. Aceștia au adăugat și unele elemente decorative împrumutate din miniaturile manuscriselor muntenești.
Pictura bisericii "Pogorârea Sf. Duh" se mai păstrează în prezent doar pe zidurile și bolțile naosului și altarului. Potrivit unor tradiții, au fost picturi și în pronaos și pridvor, ale căror urme se mai vedeau prin anii '60 ai secolului al XX-lea. Din cauza condițiilor vitrege prin care a trecut biserica de-a lungul veacurilor, chiar și picturile din naos și altar au suferit degradări, scene întregi sau numai detalii fiind șterse. În această situație, este destul de dificilă reconstituirea tuturor înțelesurilor iconografice și judecarea completă a stilului picturii.
Printre scenele care atrag atenția sunt de menționat următoarele: Iisus în grădina Ghetsimani, Prinderea lui Iisus, Judecata, Răstignirea, Coborârea de pe cruce etc. În calota turlei este reprezentat Iisus Pantocrator, iar în conca absidei altarului este Înălțarea. Ca și la alte biserici din Moldova, în pictura murală sunt vizibile și unele elemente de folclor, costume de epocă etc.
Catapeteasma bisericii "Pogorârea Sf. Duh" provine de la Mănăstirea Solca și este confecționată din lemn de tisă, în stilul rococo central-european al timpului, fiind bogat sculptată și aurită. Ea este formată din cinci rânduri de icoane. Pe primul rând (cel mai de jos) sunt patru icoane mai mici: Mântuitorul cu Luca și Cleopa, Maica Domnului cu Elisabeta, Petru salvat din valurile mării și o Minune săvârșită de Sfântul Nicolae. Al doilea rând conține patru icoane mari cu următoarele teme: Mântuitorul pe scaunul arhieresc, Maica Domnului Împărăteasă cu Pruncul, Pogorârea Sfântului Duh (icoana hramului) și Sfântul Nicolae. Pe ușile împărătești se află icoanele Bunei Vestiri și a celor patru evangheliști, iar pe cele diaconești sunt pictați Sf. Arhangheli Mihail și Gavriil. Al treilea registru este format din icoanele celor 12 praznice de peste an, pe al patrulea registru sunt icoanele celor 12 apostoli și icoana Deisis în partea centrală și pe ultimul rând sunt icoanele Sf. Prooroci care încadrează la mijloc icoana Maicii Domnului cu Pruncul. În partea superioară a catapetesmei este crucea pe care este reprezentat Mântuitorul răstignit, având alături de el pe Fecioara Maria și pe Sfântul Apostol și Evanghelist Ioan. Icoanele sunt pictate în tempera cu emulsie de ou.
Specialiștii Stelian Onica și Georgeta Merișor Dominte, care au cercetat iconostasul bisericii în primul deceniu al secolului al XXI-lea, au constatat existența unor degradări în principal în partea inferioară. Acestea erau reprezentate de desprinderi multiple și pierderea definitivă a stratului pictural policrom sau poleit în proporție de aproximativ 40%, cauzele acestora fiind umiditatea microclimatului, atacul insectelor xilofage și vicii de tehnică de autor (utilizarea unui suport lemnos insuficient uscat și pregătirea incorectă a suprafețelor în vederea pictării). La una dintre icoanele celor 12 apostoli lipsește aproximativ 1/5 din suprafața stratului pictural.

### Necropolă

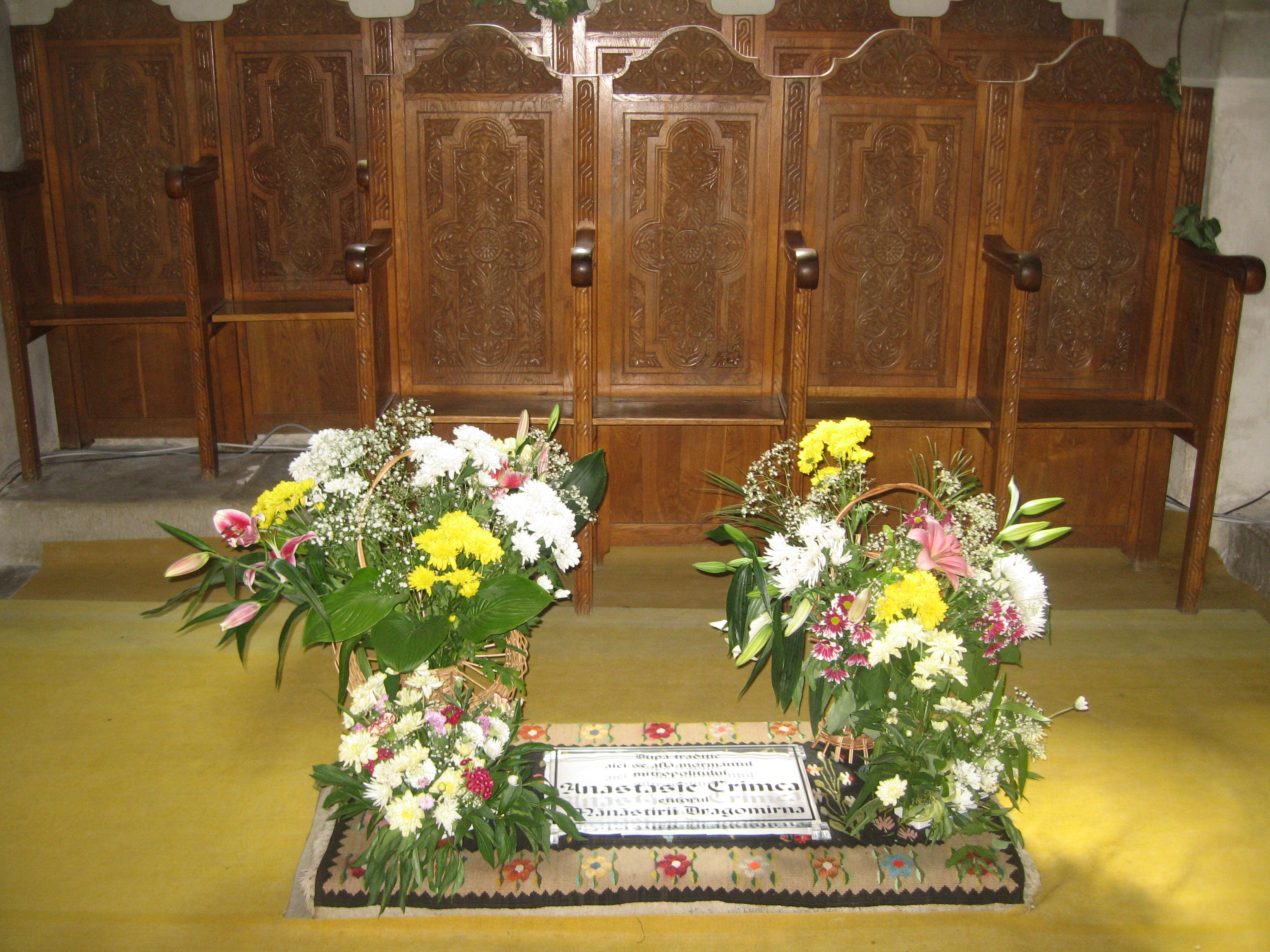
Mormântul mitropolitului Anastasie Crimca, ctitorul mănăstirii.

Mitropolitul Anastasie Crimca, ctitorul mănăstirii, a ales această biserică ca loc de înmormântare a sa. El a murit în anul 1629, fiind înmormântat în pronaosul bisericii sub o piatră funerară fără niciun fel de inscripție. Cu prilejul săpăturilor arheologice din perioada 1963-1964 s-au mai găsit în pronaos și alte morminte. În partea stângă a pronaosului a fost amplasat un baldachin sub care se află racla cu moaștele Sfântului Mare Mucenic Iacob Persul (martirizat la 27 noiembrie 421).
În pridvorul bisericii au fost descoperite cinci morminte, având pietre funerare cu sculpturi de o mare simplitate. Pe o lespede de marmură este o inscripție grecească, săpată într-un oraș neidentificat de pe țărmul Pontului Euxin, în cinstea unui arhitect Epicrates, fiul lui Nicobulos din Bizanț. O lungă perioadă s-a crezut că sub această piatră ar fi fost înmormântat Dima, considerat "legendarul constructor al Dragomirnei". Pe alte trei pietre de mormânt se află inscripții în limba slavonă. Acestea sunt parțial șterse, dar se disting anii 1673 și respectiv 1680. O ultimă piatră funerară acoperă mormântul Mariei Balș, fiica lui Constantin Mavrocordat, fost domnitor al Moldovei (1733-1735, 1741-1743, 1748-1749 și 29 iunie - 23 noiembrie 1769) și al Munteniei (1730, 1731-1733, 1735-1741, 1744-1748, 1756-1758 și 1761-1763). Ea se căsătorise în 1763 cu boierul Iordache Balș (1742-1812) și decedase la 15 februarie 1770. Pe lespedea sa funerară este săpată o stemă reunită a Țării Românești și a Moldovei, înscrisă într-o cunună de lauri și mărginită de simbolul zilei și a nopții, soarele și luna, ca și de păsări și flori.
În exteriorul bisericii, lângă pereți, se află patru morminte: două lângă absida nordică a altarului și încă două lângă peretele sudic. Unul din mormintele aflate în stânga altarului este cel al episcopului Daniil Vlahovici, decedat la 10 august 1822.

### Obiecte de patrimoniu

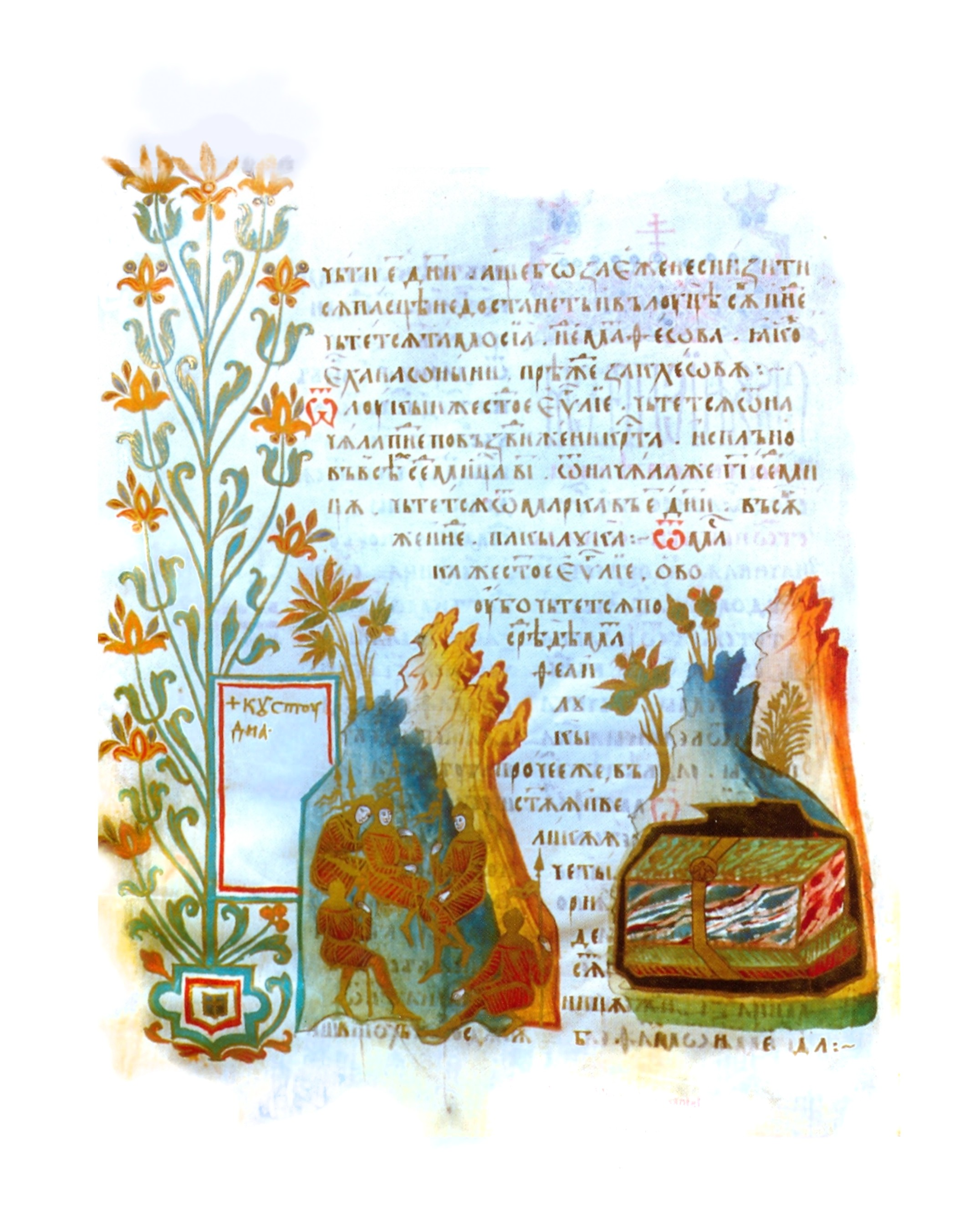
Pagină decorată a unui Tetraevangheliar din 1609.

Ctitorul a înzestrat mănăstirea cu multe obiecte de cult și cărți bisericești valoroase. Multe dintre acestea au fost jefuite de cazacii lui Timuș Hmelnițki (în primăvara anului 1653), de tătari (la 2 octombrie 1658) sau au fost pierdute în timpul ocupării Bucovinei de către austrieci (1775-1918).
În prezent, în Sala Gotică a Mănăstirii Dragomirna s-a amenajat o colecție de obiecte cu însemnătate istorică și artistică și anume odoare de preț, manuscrise, broderii, argintărie de cult și icoane. Unele dintre aceste obiecte datează din perioada anterioară construirii Dragomirnei.
În patrimoniul Mănăstirii Dragomirna se află mai multe obiecte cu valoare documentară și artistică, printre care sunt de menționat următoarele:
- o cruce din lemn de abanos ferecată în 1542
- un evangheliar ferecat în 1557, provenit de la Mănăstirea Voroneț
- un acoperământ pentru sfintele vase dăruite Mănăstirii Voroneț de mitropolitul Grigorie Roșca în 1559
- un epitaf din mătase brodat cu fir de aur și argint, având ca temă Punerea în mormânt a Mântuitorului. Acesta a fost lucrat în 1588 în Rusia și dăruit lui Anastasie Crimca de către mitropolitul Varlaam al Rostovului.
- un Tetraevangheliar scris pe pergament, decorat cu icoane, miniaturi și inițiale de Anastasie Crimca în anul 1609. Pe una din pagini se află următoarea inscripție: "Acest Tetraevanghel l-a făcut și l-a zugrăvit și l-a ferecat și l-a aurit smeritul Arhiepiscop Anastasie Crimca, Mitropolitul Sucevei, întru pomenirea sa și a părinților săi Ioan și Cârstina și l-a dat în nou zidita Mănăstire Dragomirna în anul 1609 luna septembrie 1."
- un liturghier (1610) și o psaltire (1616) scrise, împodobite și dăruite mănăstirii de către ctitor
- două epitafuri lucrate cu fir de aur și argint pe catifea de culoare vișinie și respectiv verde (cel din 1612 are ca temă Punerea în mormânt a Mântuitorului, iar cel din 1626 are ca temă Adormirea Maicii Domnului). Acestea au fost dăruit mănăstirii de către ctitor.
- o cruce din lemn de tisă ferecată în argint și dăruită de Anastasie Crimca în 1624 ctitoriei sale
- un Tetraevangheliar dăruit mănăstirii în 1609 de către diaconul Dimitrie
- un Liturghier dăruit mănăstirii în 1610 de către diaconul Dumitrașcu
- un Liturghier dăruit mănăstirii în 1641 de către monahul Gavril
- un exemplar din Cazania lui Varlaam tipărită la 1643 la Iași, aceasta fiind prima carte scrisă în Moldova în limba română cu alfabet chirilic
- alte obiecte de cult datate din secolul XVIII-lea: potire, stea, disc și litier
- un policandru din cristal dăruit de împărăteasa Ecaterina a II-a a Rusiei

## Biserica "Sf. Enoh, Ilie și Ioan Teologul” - Dragomirna Mică
Biserica "Sf. Enoh, Ilie și Ioan Teologul” a fost construită în anul 1602, după cum scrie în pisania în limba slavonă aflată deasupra ușii de intrare. Inițial, aceat mic locaș de cult era biserica schitului de lemn, fiind înconjurată cu chilii modeste. După construirea bisericii mari, terenul din jurul micului lăcaș de cult a fost transformat în cimitir.

## Alte obiective ale complexului mănăstiresc

### Zidurile de incintă și turnul-clopotniță

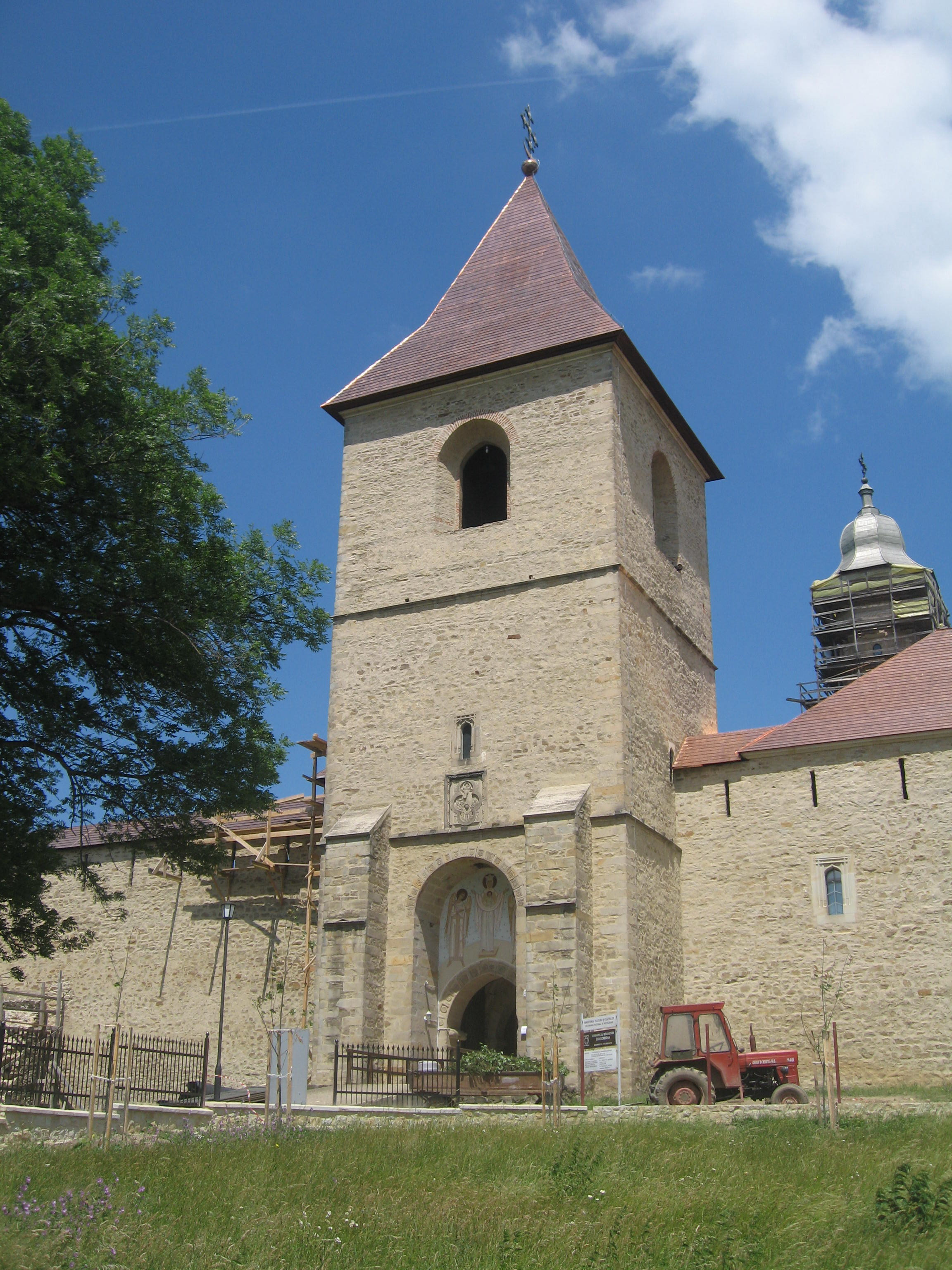
Turnul clopotniță

Ca urmare a vremurilor tulburi din primele decenii ale secolului al XVII-lea, în anul 1627 domnitorul Miron Barnovschi-Movilă (1626-1629, 1633) a înconjurat Biserica "Pogorârea Sf. Duh" cu ziduri de apărare masive și înalte. Mănăstirea a căpătat astfel aspectul unei fortărețe, având la colțuri patru turnuri de apărare (numite astfel: Barnovschi, al arhimandritului, Gherontie și Silvestru), iar la mijlocul laturii sudice un turn-clopotniță înalt, pe care s-a amplasat o pisanie. Împrejmuirea mănăstirii s-a făcut cu binecuvântarea mitropolitului Anastasie Crimca.
Pe peretele sudic al turnului clopotniță a fost amplasată o pisanie în limba slavonă cu stema Moldovei și cu următorul text: "Din mila lui Dumnezeu Io Miron Barnovschi Movilă Voievod, Domnul Țării Moldovei, a făcut portalul acesta cu cinci pârguri și îngrăditura de zid în jurul sfintei mănăstiri Dragomirna unde este hramul Pogorârii Sfântului Duh, întru pomenirea mea și a părinților mei, cu binecuvântarea arhiepiscopului chir Anastasie Crimca, mitropolit al Sucevei, anul 7135 august 30" (1627).
Zidurile de incintă sunt construite din piatră brută de carieră, având o grosime de 1,7 metri și o înălțime de aproximativ 11 metri. În exterior, zidurile sunt sprijinite de contraforturi puternice. În interior, pe ziduri se întinde un drum de strajă susținut de pilaștri uniți prin arcade; la partea superioară se află un șir de metereze înguste. În cele patru colțuri ale incintei se află turnuri de apărare înalte și masive. În exterior, acestea sunt susținute pe cele două laturi de contraforturi. Accesul în aceste turnuri se face din curtea mănăstirii.
Turnul clopotniță are două etaje și îndeplinește și rolul de turn de poartă, pe aici intrându-se în incinta mănăstirii. La parter, el este străbătut de un gang boltit, cu aspect gotic subliniat de arcuri împodobite cu ornamente vegetale ce se găsesc pe bolțarii arcadelor gangului. La primul etaj se află un mic paraclis, iar la etajul al doilea camera clopotelor, cu largi arcade deschise pe fiecare latură.

### Trapeza și corpurile de chilii

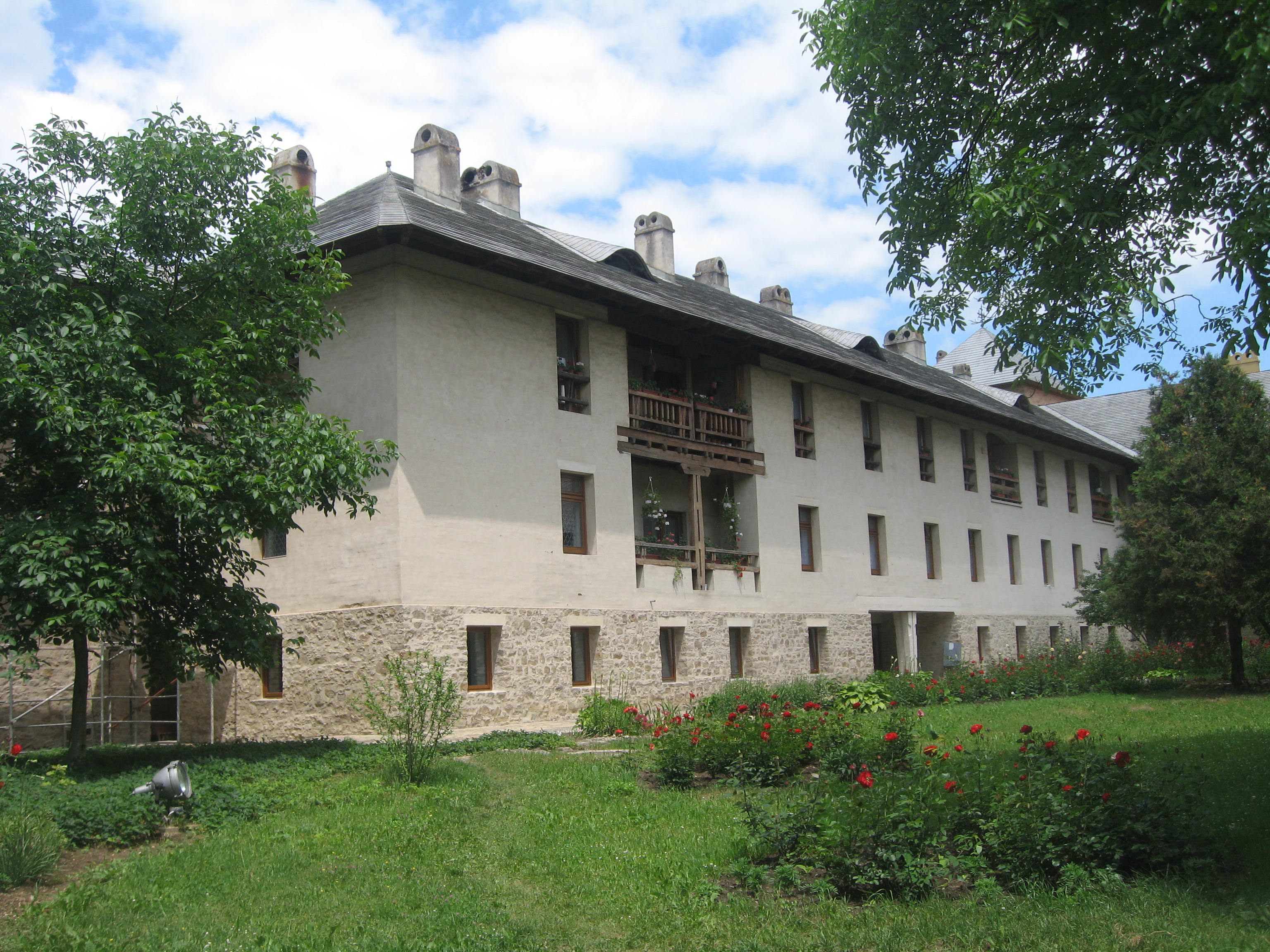
Casele egumenești

În incinta mănăstirii, la dreapta turnului clopotniță, se află trapeza, unde se hrăneau la un loc călugării. Încăperea principală a acestei clădiri este o sală mare cu două bolți în stil gotic târziu, care se sprijină pe un stâlp octogonal aflat în mijlocul încăperii. Bolțile au numeroase nervuri sculptate din loc în loc cu motive florale și scuturi. Din acest motiv, trapeza mai este numită și Sala Gotică. Această sală a servit ca sursă de inspirație pentru sălile gotice de la mănăstirile Sfinții Trei Ierarhi și Cetățuia.
Pe laturile de vest și nord ale incintei se află casele egumenești și chiliile călugărești cu parter și etaj. În decursul timpului, aceste clădiri au fost reconstruite de mai multe ori. Actualele clădiri datează din perioada 1843-1845, în timpul stăpânirii austriece. Clădirea egumeniei și paraclisul "Sf. Nicolae" au fost reparate în 1846.
Corpul de chilii se termină pe latura de nord cu un mic paraclis cu hramul "Nașterea Maicii Domnului". Acesta a fost construit în 1976, la etaj, pentru a permite oficierea slujbelor religioase în vremea sezonului rece.

## Lespedea de marmură cu inscripție grecească
În martie 1885, în ziarul grecesc Ἕσπερος din Leipzig a fost publicată o inscripție în greaca veche din Bucovina. Doi ani mai târziu, Grigore Tocilescu, întemeietorul școlii române de epigrafie, a introdus acea inscripție în circuitul științific. Inscripția provenea de pe o lespede (stelă) de marmură încastrată între dalele pardoselii din pridvorul bisericii mari a Mănăstirii Dragomirna și reprezenta un decret de proxenie pentru arhitectul Epicrates, fiul lui Nicoboulos din Byzantion.
Inscripția a fost analizată de mai mulți istorici și epigrafiști, o atenție deosebită acordându-i Dionisie M. Pippidi care data inscripția în prima jumătate a secolului al III-lea și afirma că lespedea ar proveni din cetatea grecească Histria. Alți cercetători au afirmat că inscripția ar data de la sfârșitul secolului al II-lea. Victor Cojocaru, autorul unui studiu extins cu privire la acest subiect, presupune că lespedea de marmură ar fi ajuns la Dragomirna de la Suceava, unde ar fi putut ajunge încă sub domnia lui Alexandru cel Bun, odată cu moaștele Sf. Ioan de la Cetatea Albă. O altă ipoteză este ca piatra să fi fost adusă în timpul domniei lui Ștefan cel Mare, avându-se în vedere relațiile Moldovei cu Mangopul și Crimeea genoveză sau de relațiile negustorilor suceveni cu orașele de la nordul Mării Negre, între care se număra și Oceakovul. Istoricii au eliminat de la început posibilitatea ca stela să fi fost transportată în Bucovina încă în perioada antică sau antică târzie.

## Imagini

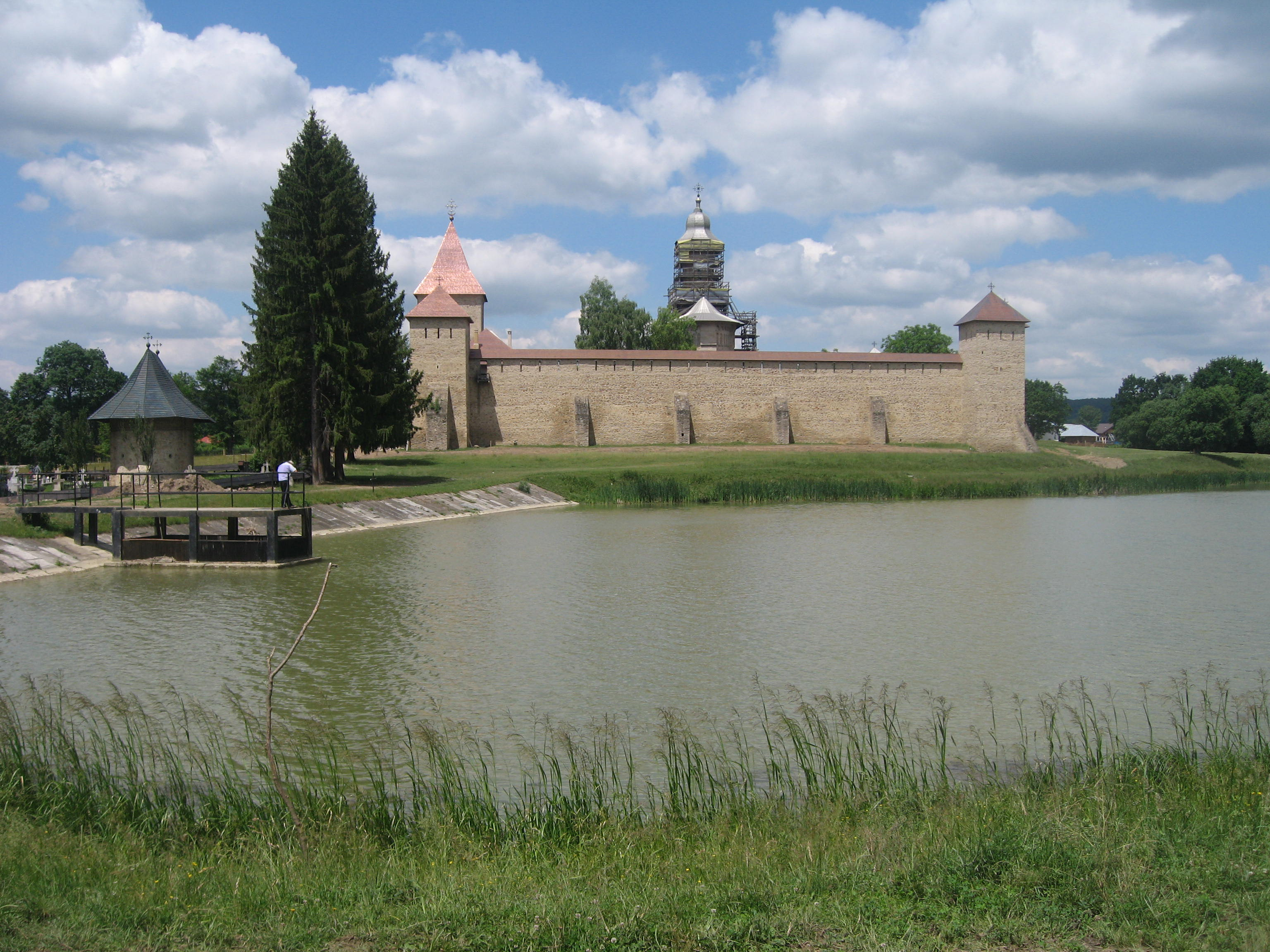
Biserica din cimitir și complexul mănăstiresc
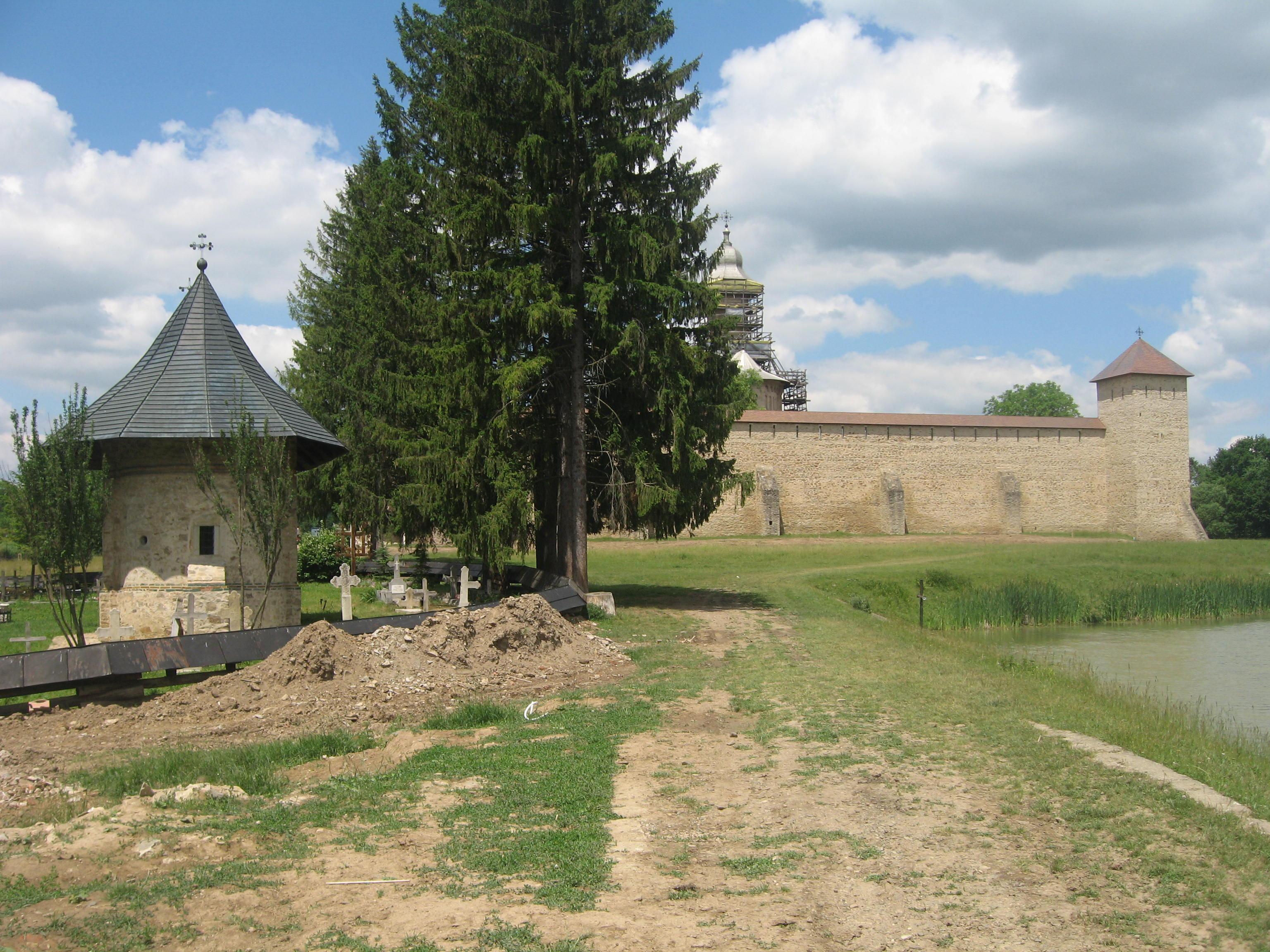
Biserica din cimitir și complexul mănăstiresc
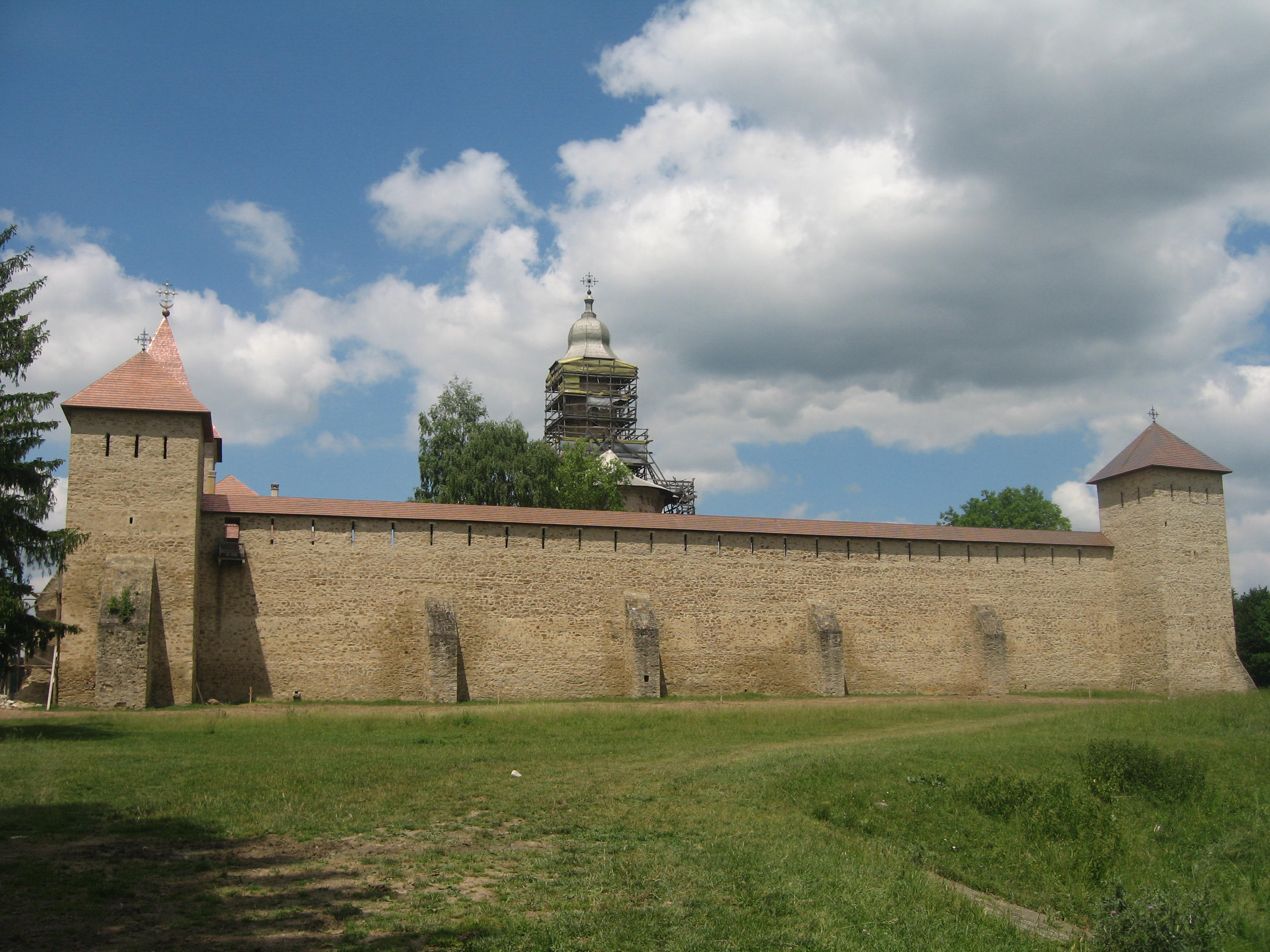
Curtina estică a mănăstirii
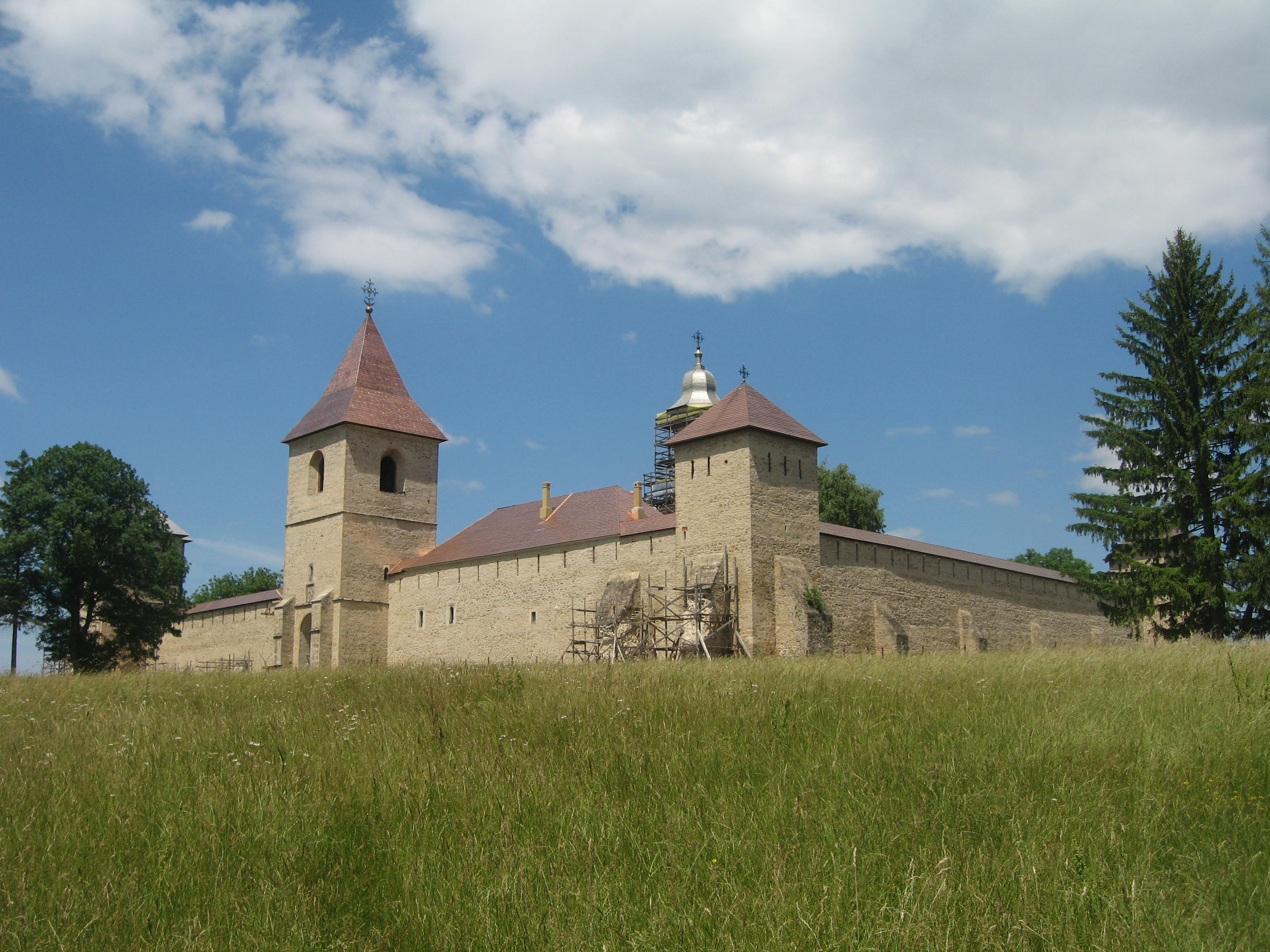
Mănăstirea Dragomirna văzută dinspre sud-est
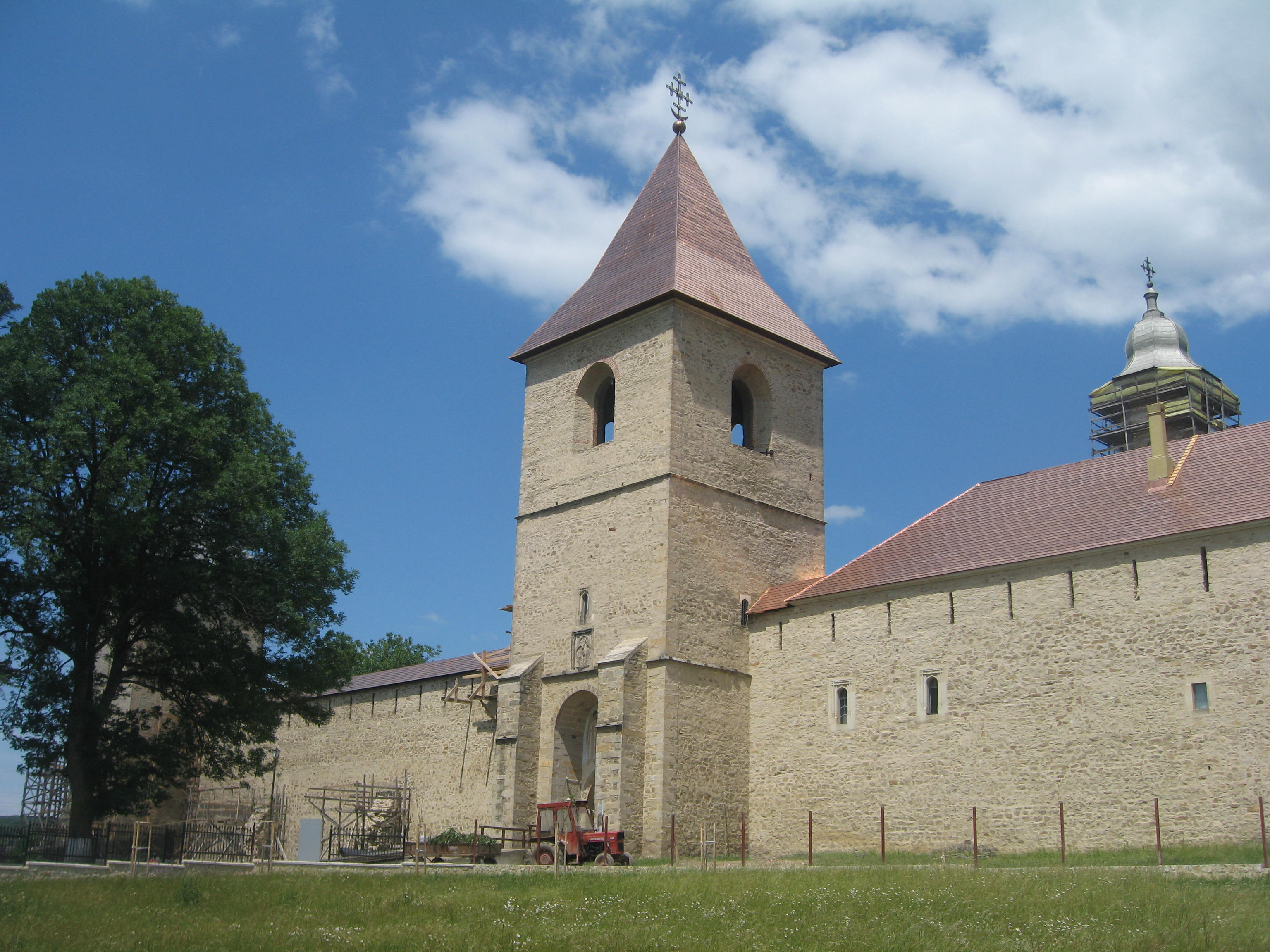
Zidurile mănăstirii
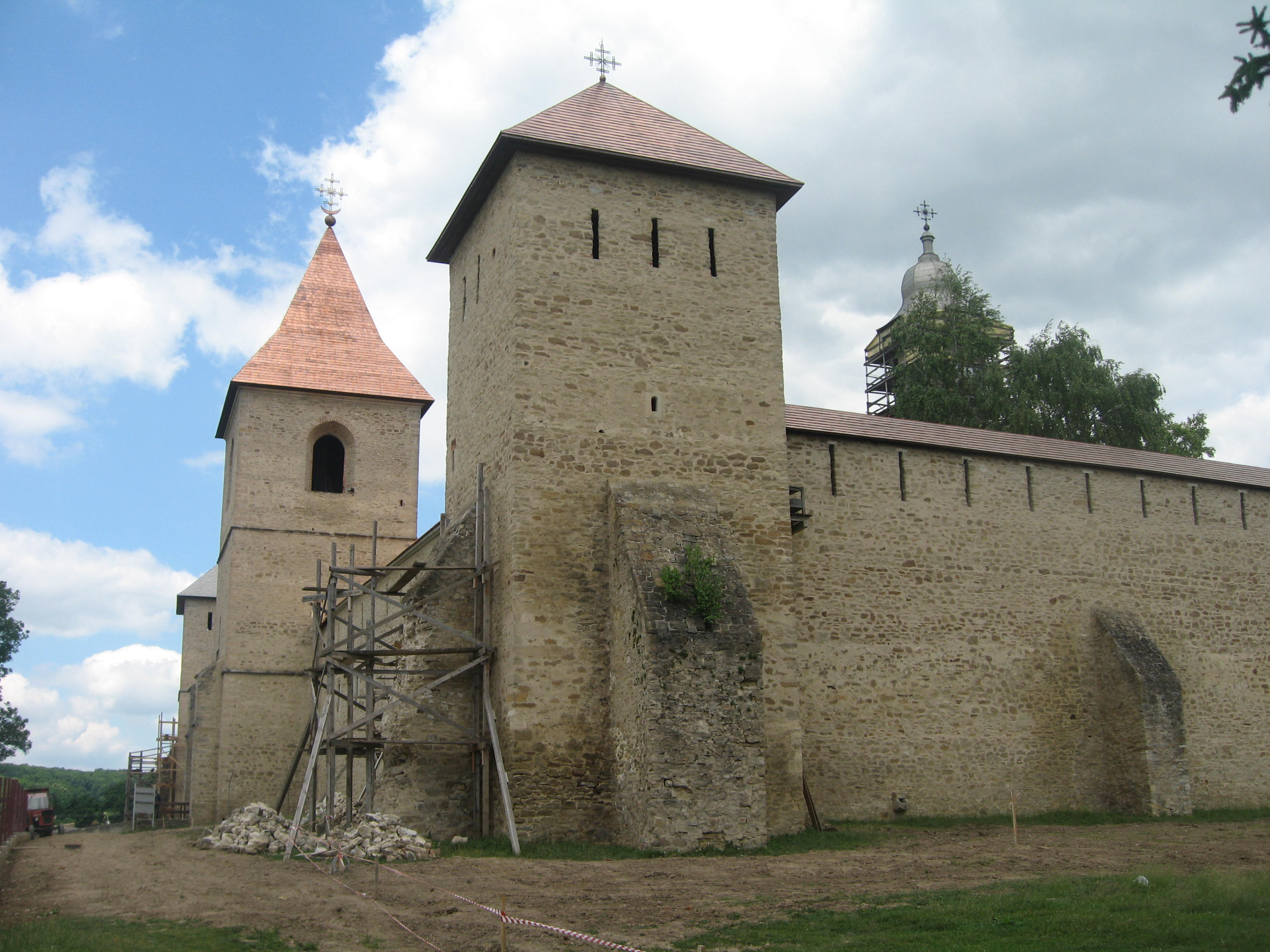
Turnul de apărare de pe latura de sud-est
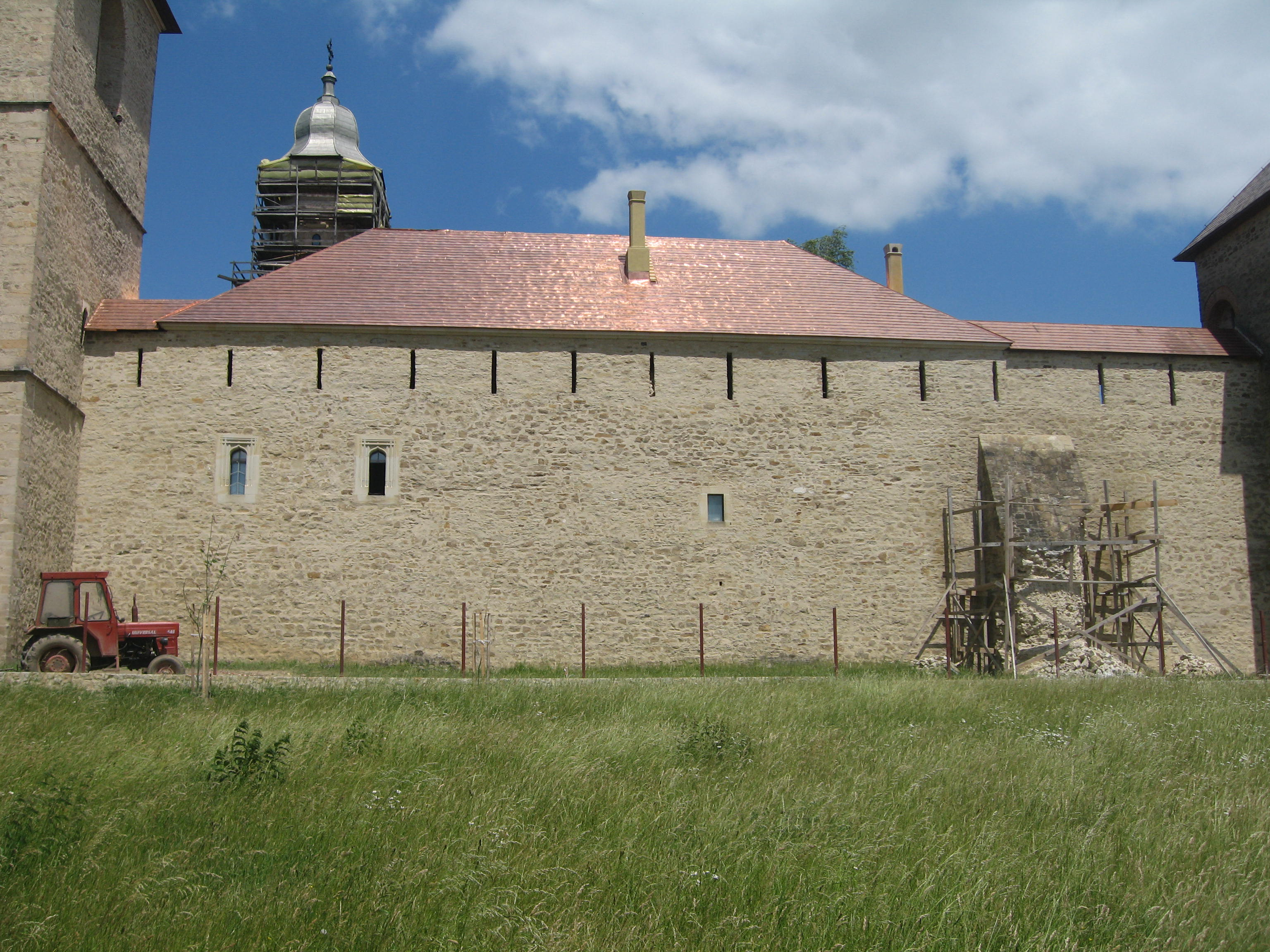
Ziduri de pe latura sudică
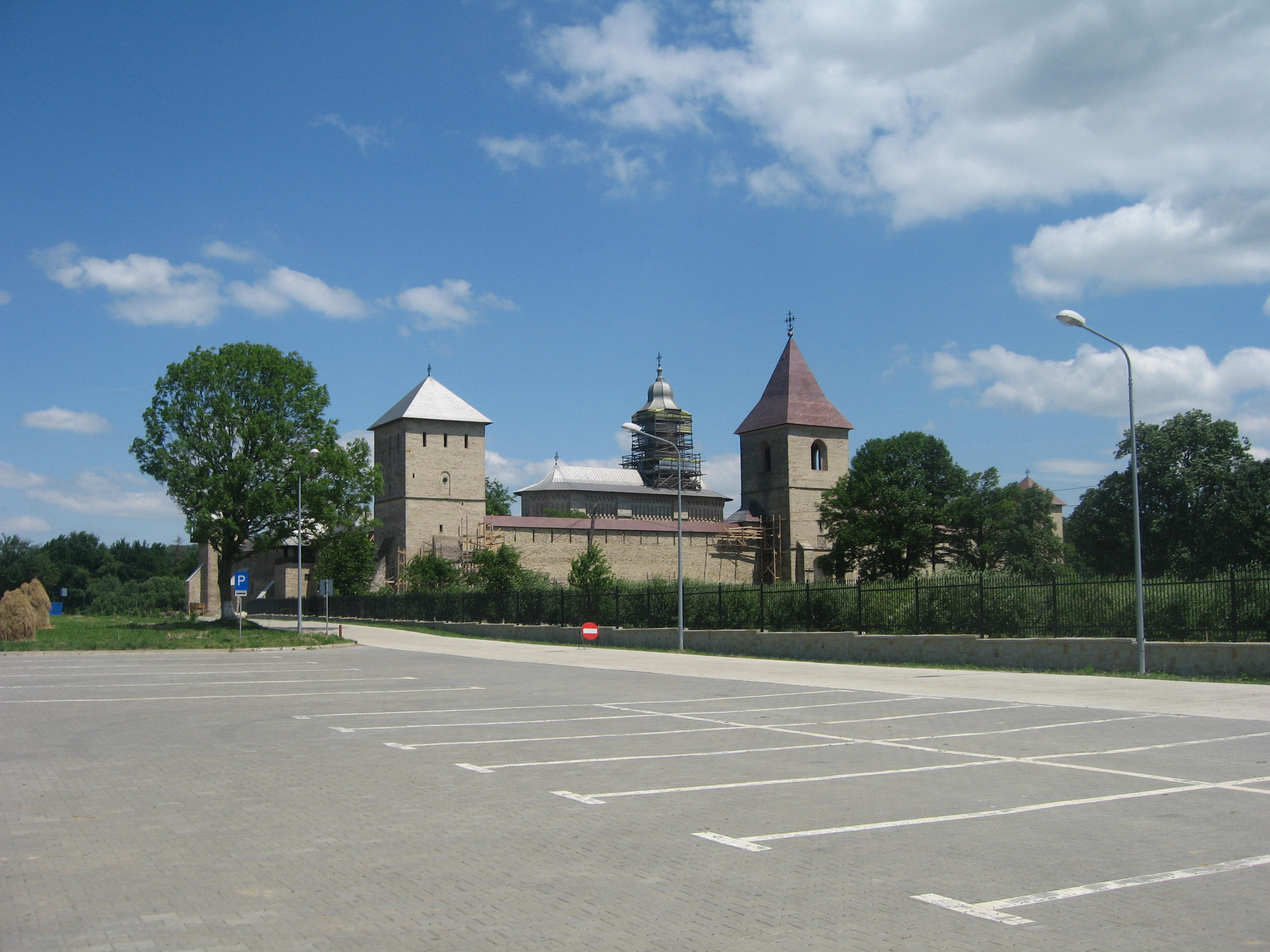
Mănăstirea Dragomirna văzută dinspre sud-vest
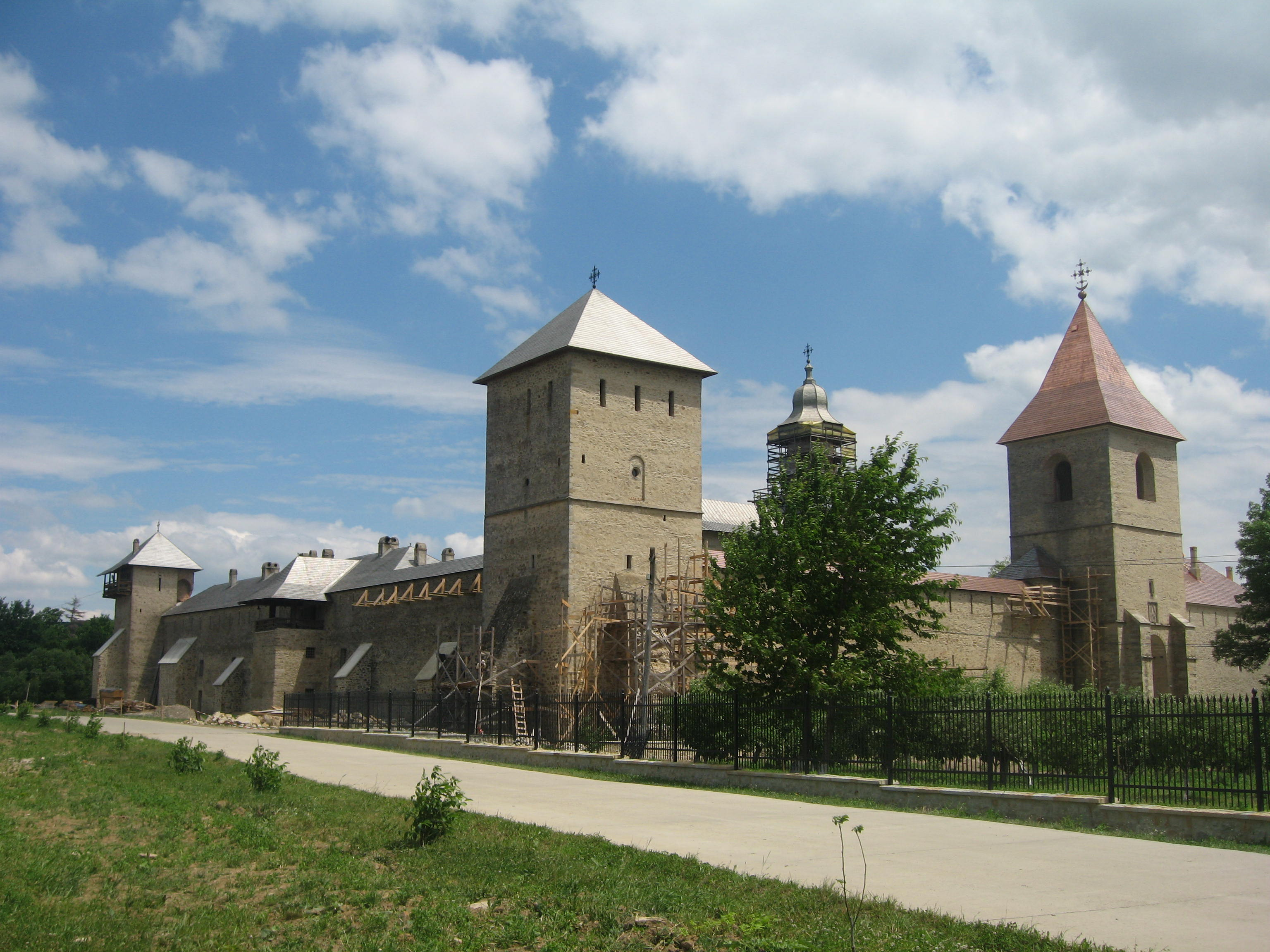
Mănăstirea Dragomirna văzută dinspre sud-vest
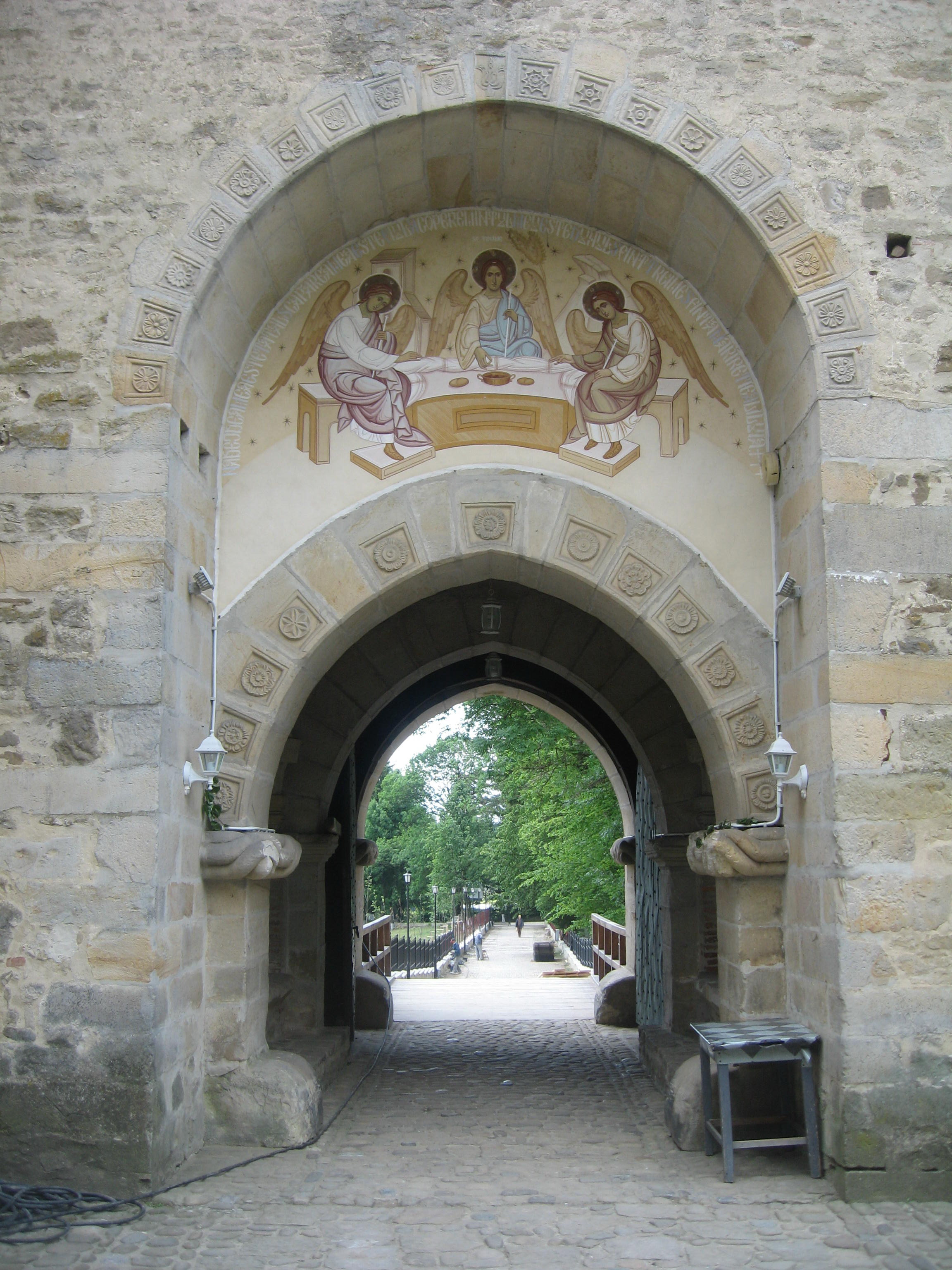
Gangul de intrare în incinta mănăstirii
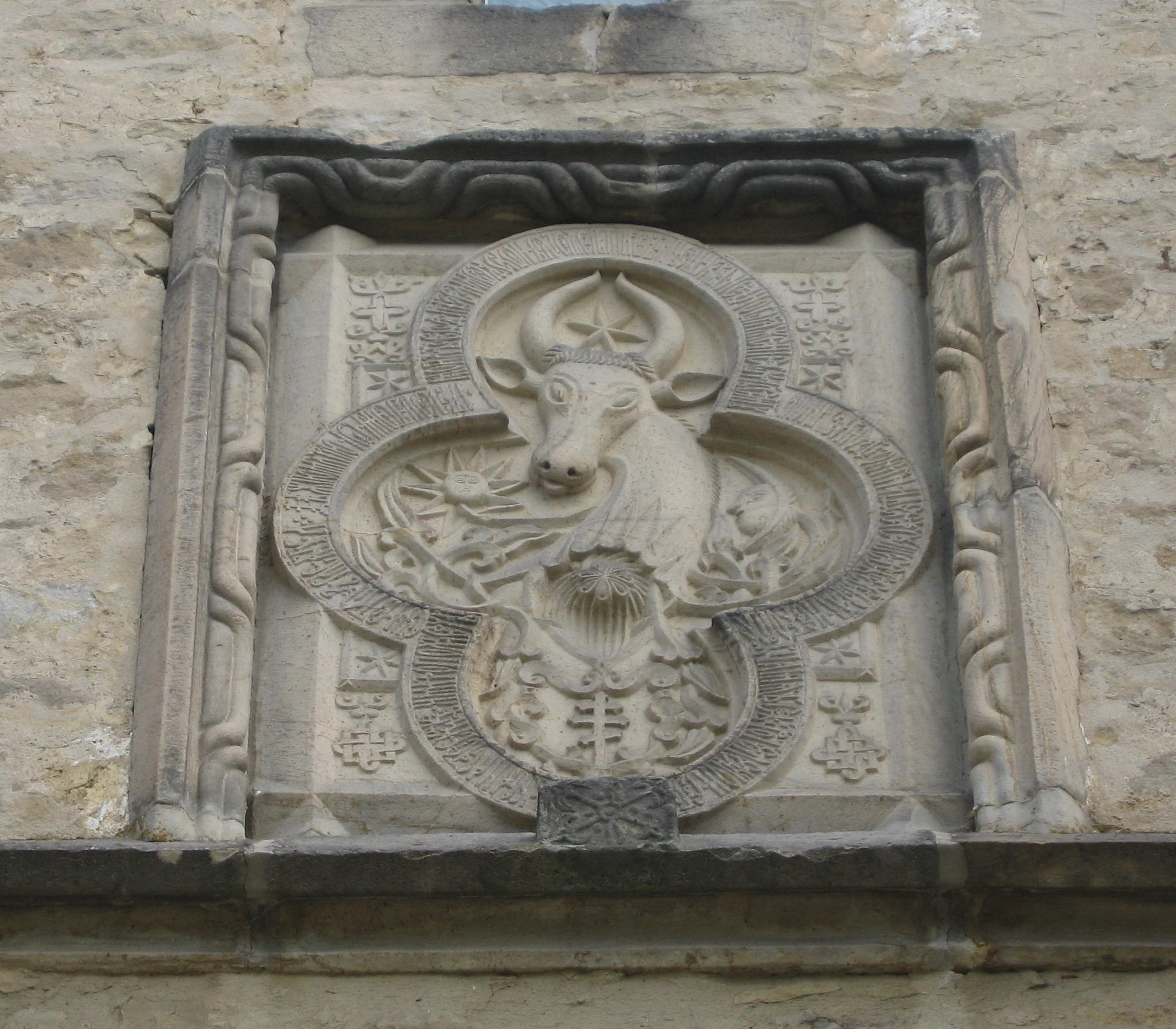
Pisania de pe turnul clopotniță
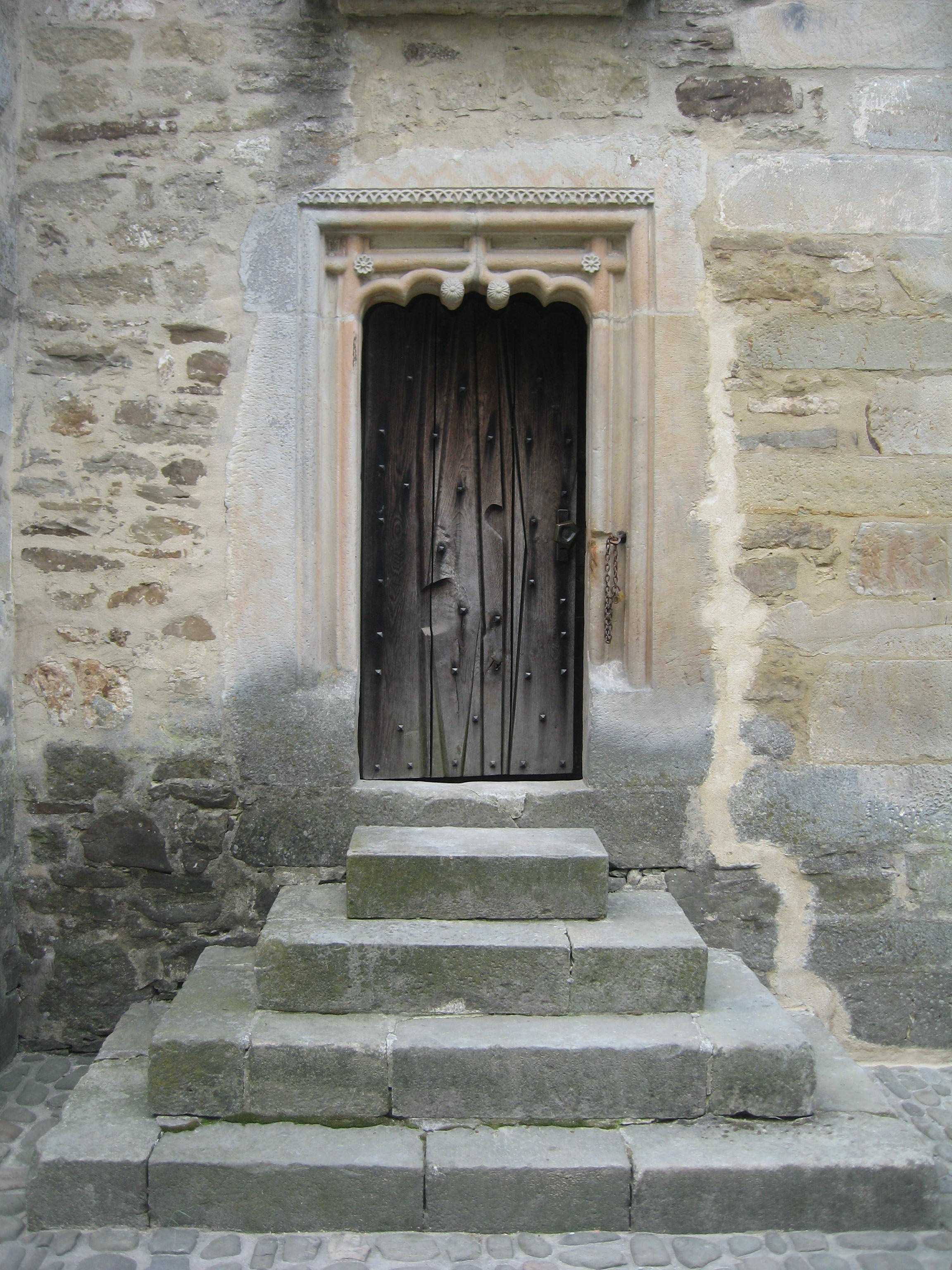
Ușa de intrare în turnul clopotniță
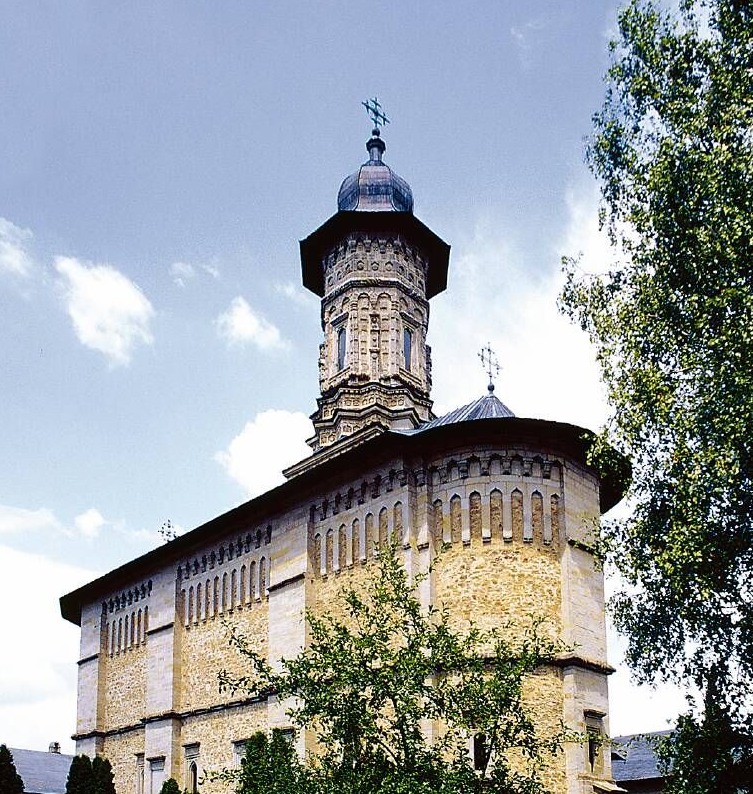
Biserica văzută dinspre sud-est
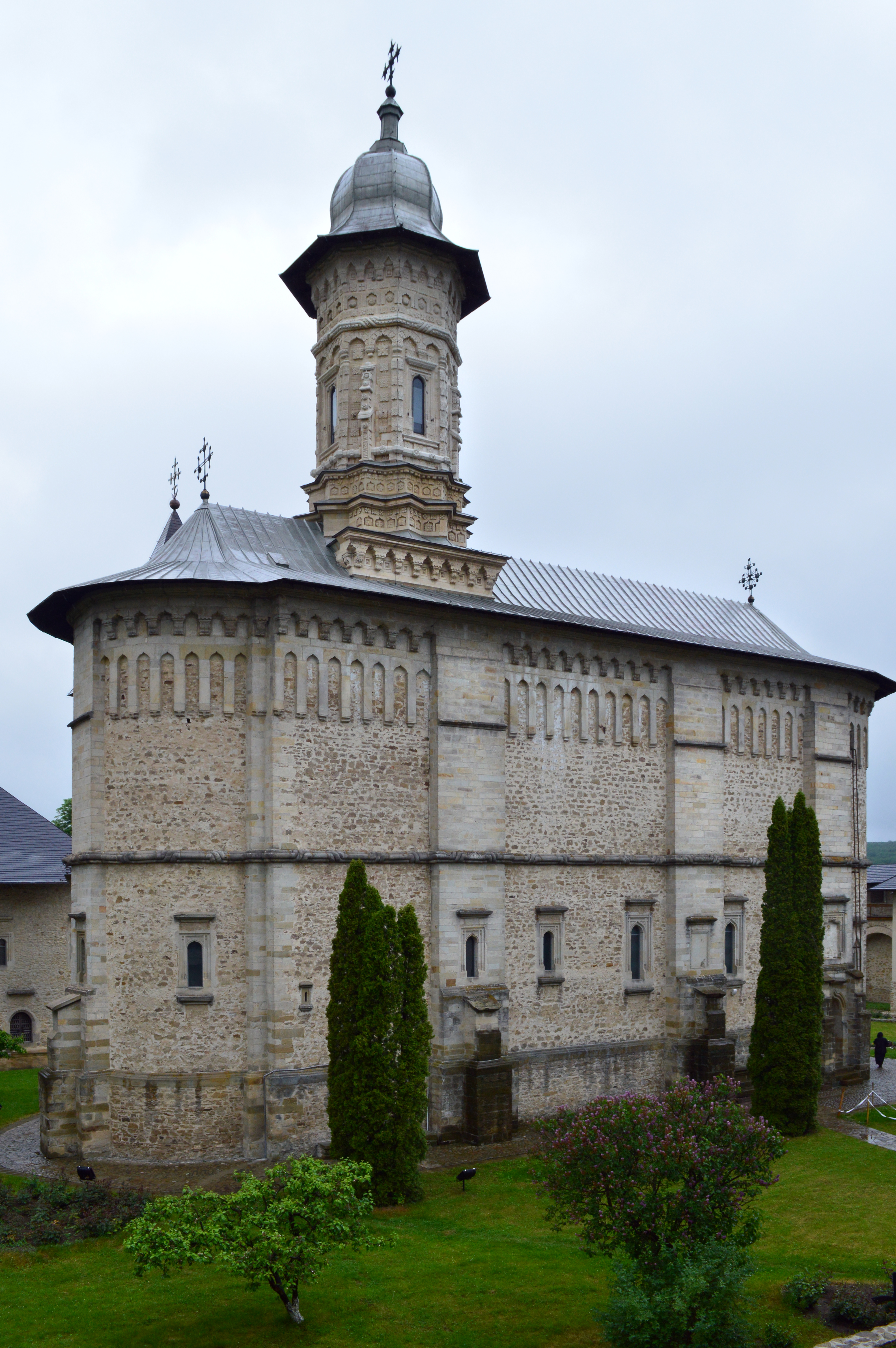
Biserica văzută dinspre vest
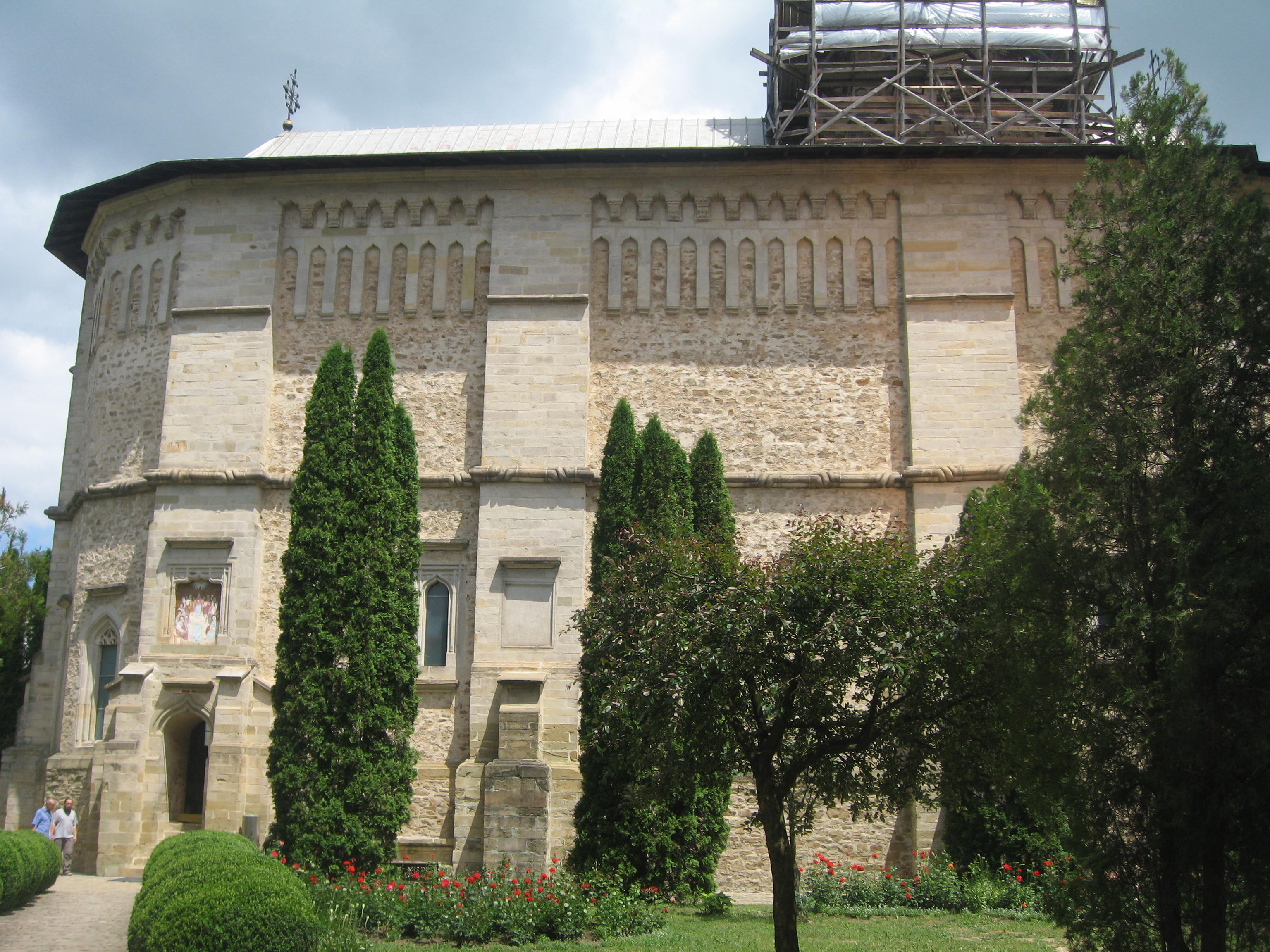
Latura sudică
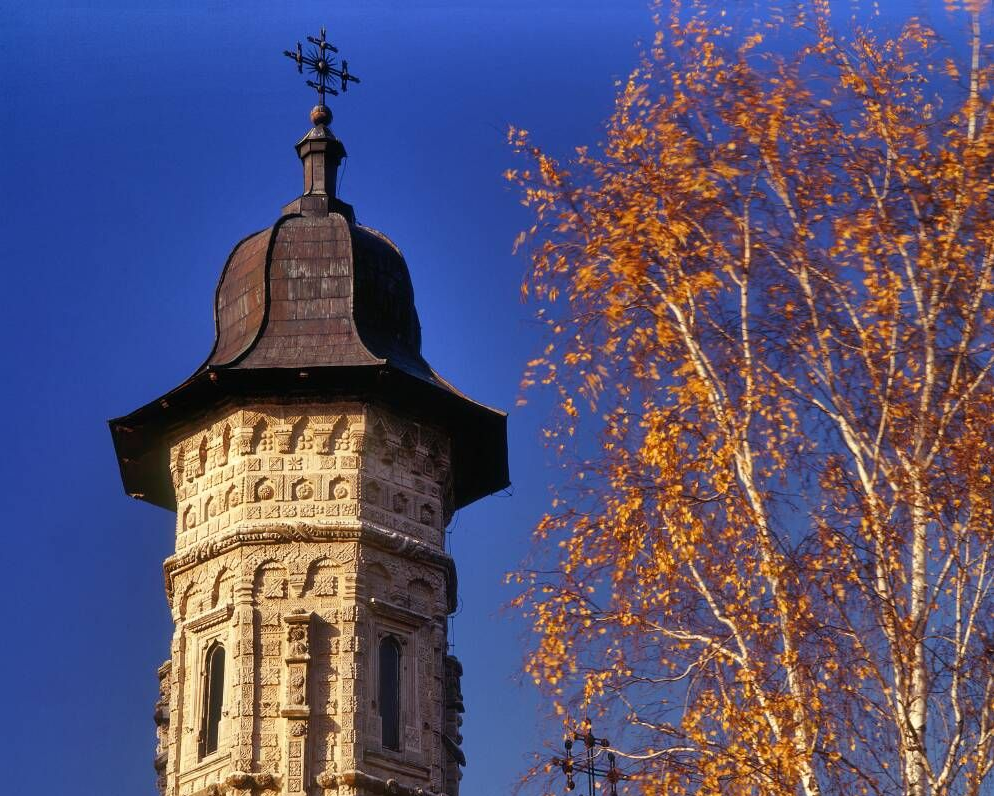
Turnul bisericii Mănăstirii Dragomirna
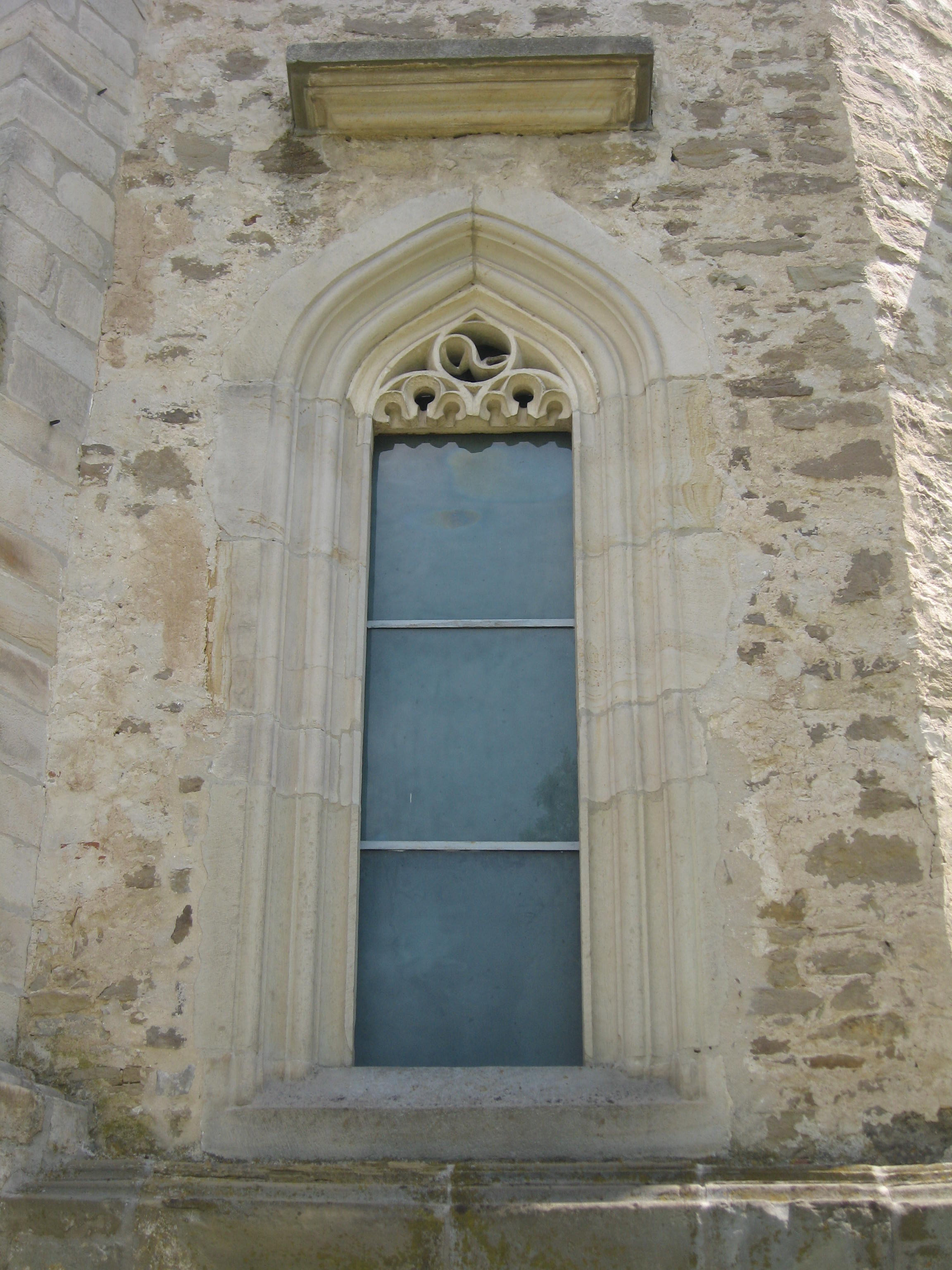
Fereastră în stil gotic din pridvor
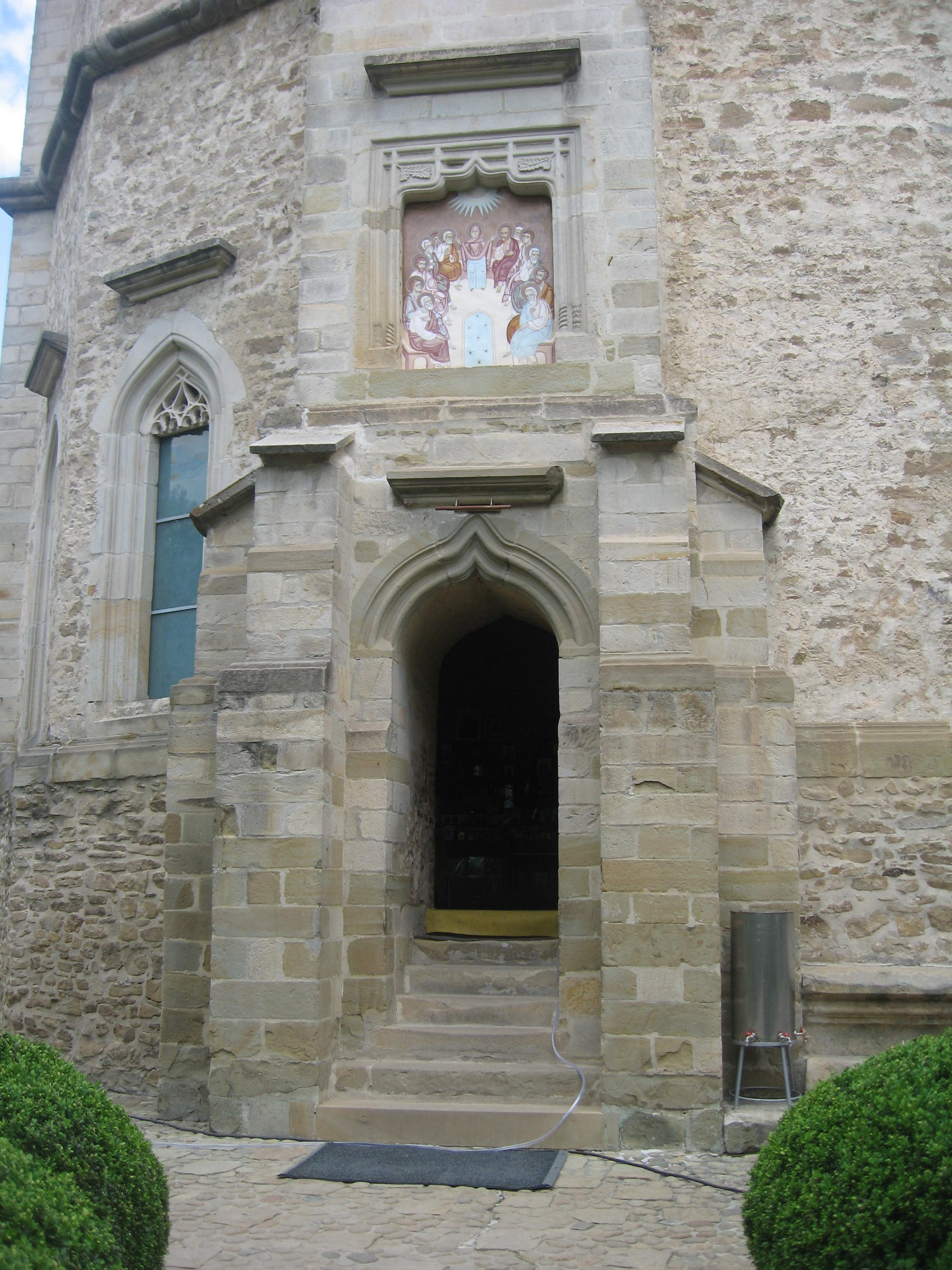
Portalul de intrare în biserică
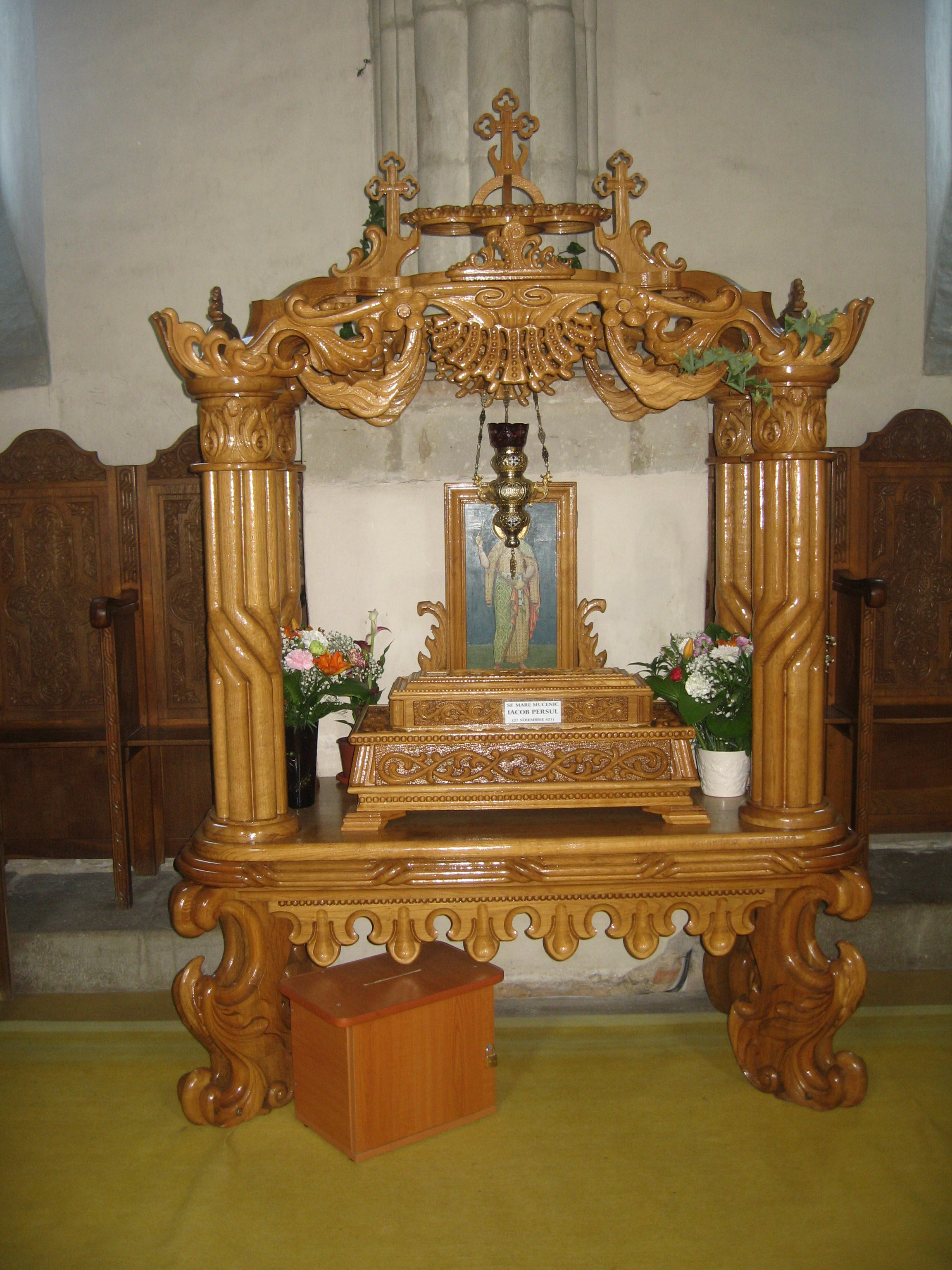
Baldachinul cu moaștele Sf. Iacob Persul
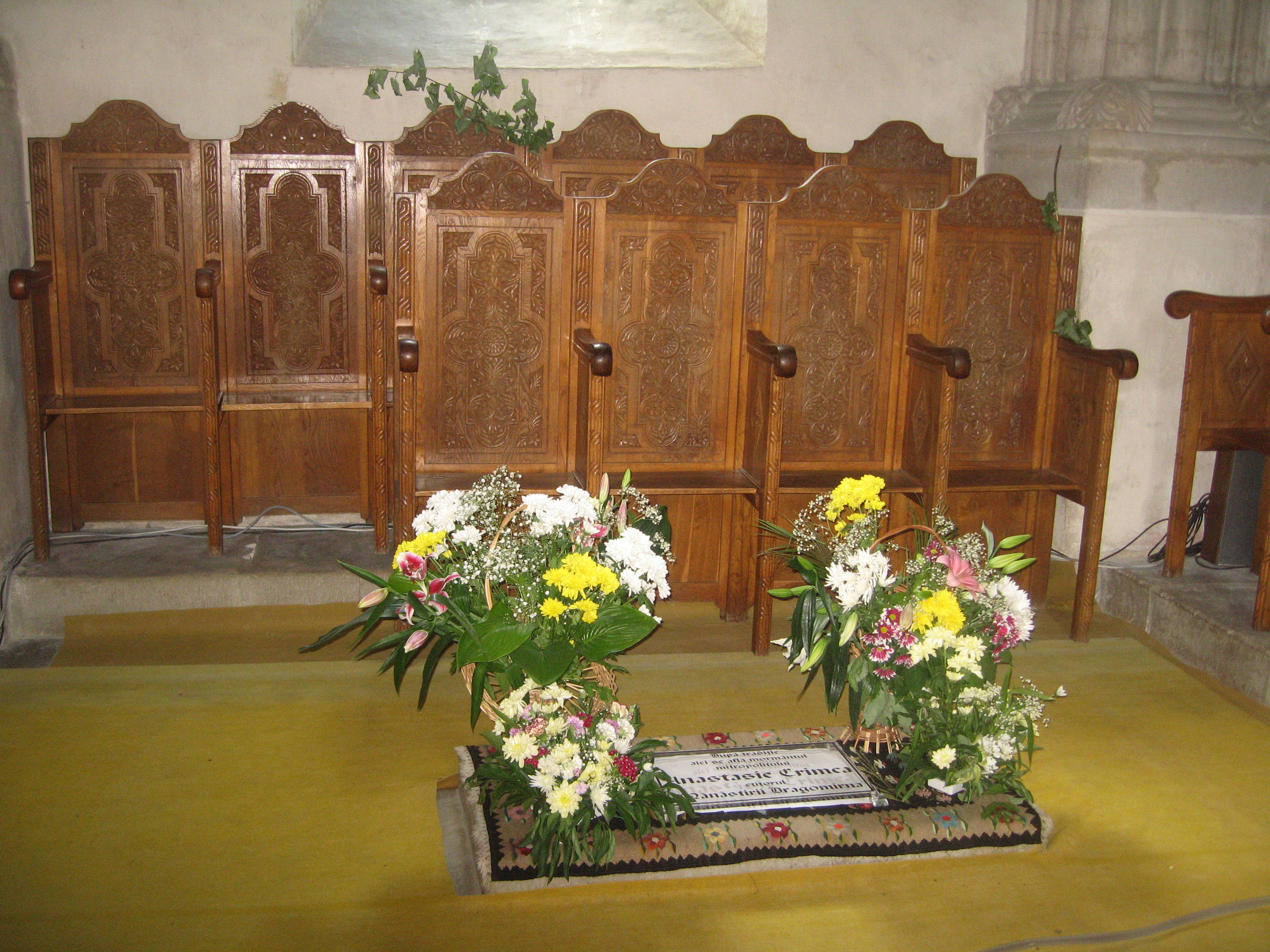
Mormântul mitropolitului Anastasie Crimca
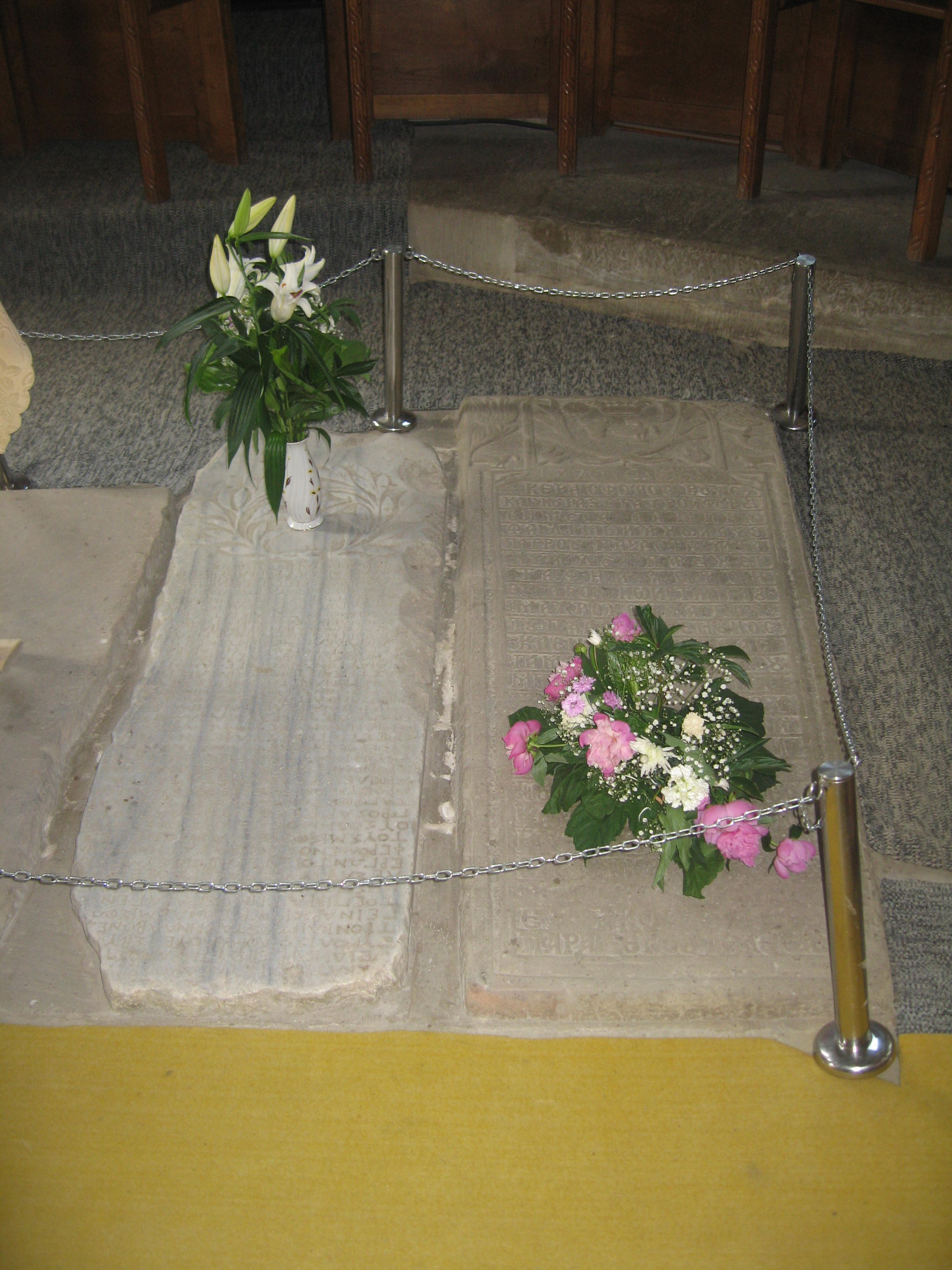
Două lespezi funerare din pridvor. Pe cea din stânga se află o inscripție în limba greacă, iar cea din dreapta este lespedea Mariei Balș.
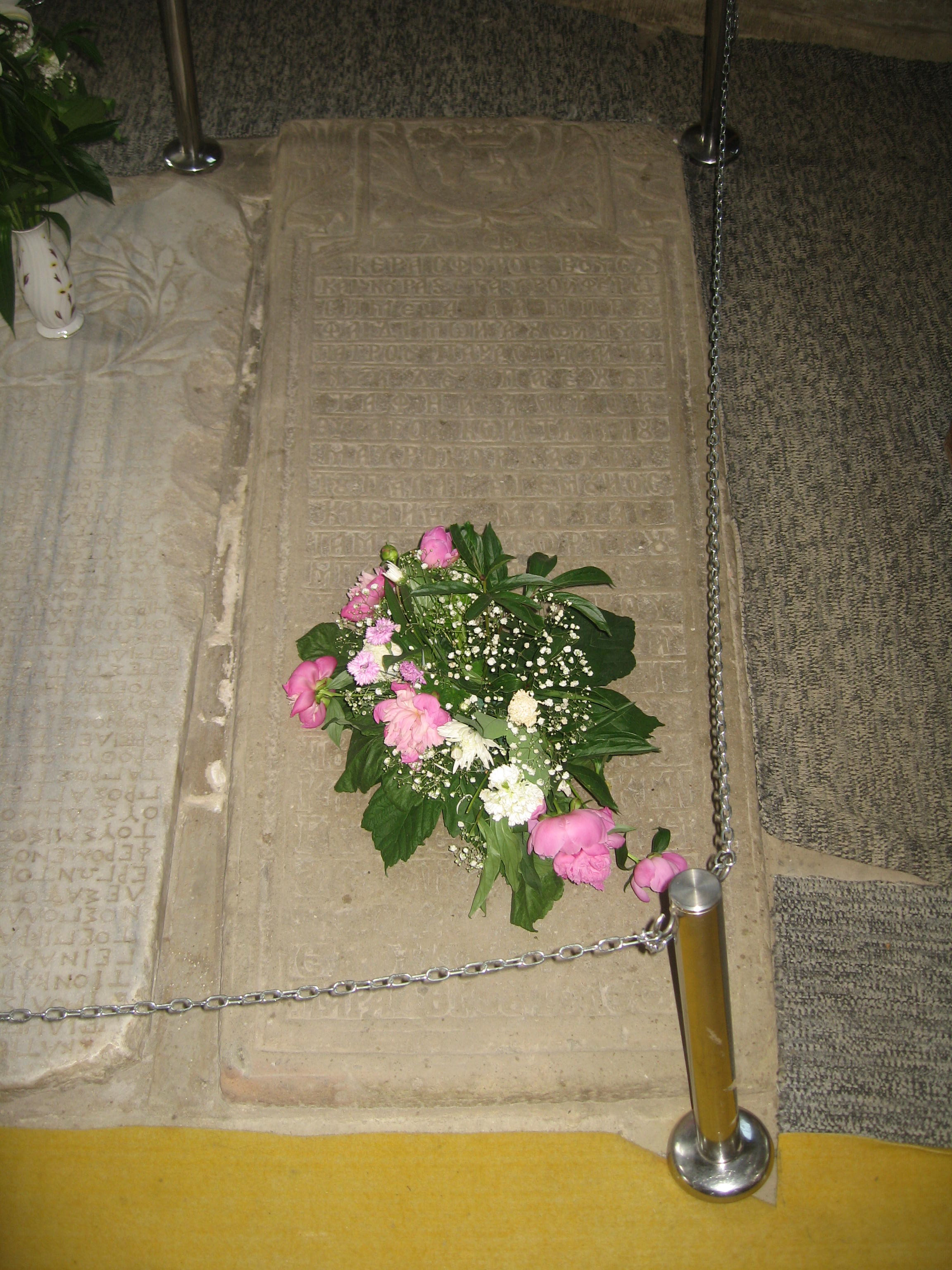
Piatra funerară a Mariei Balș
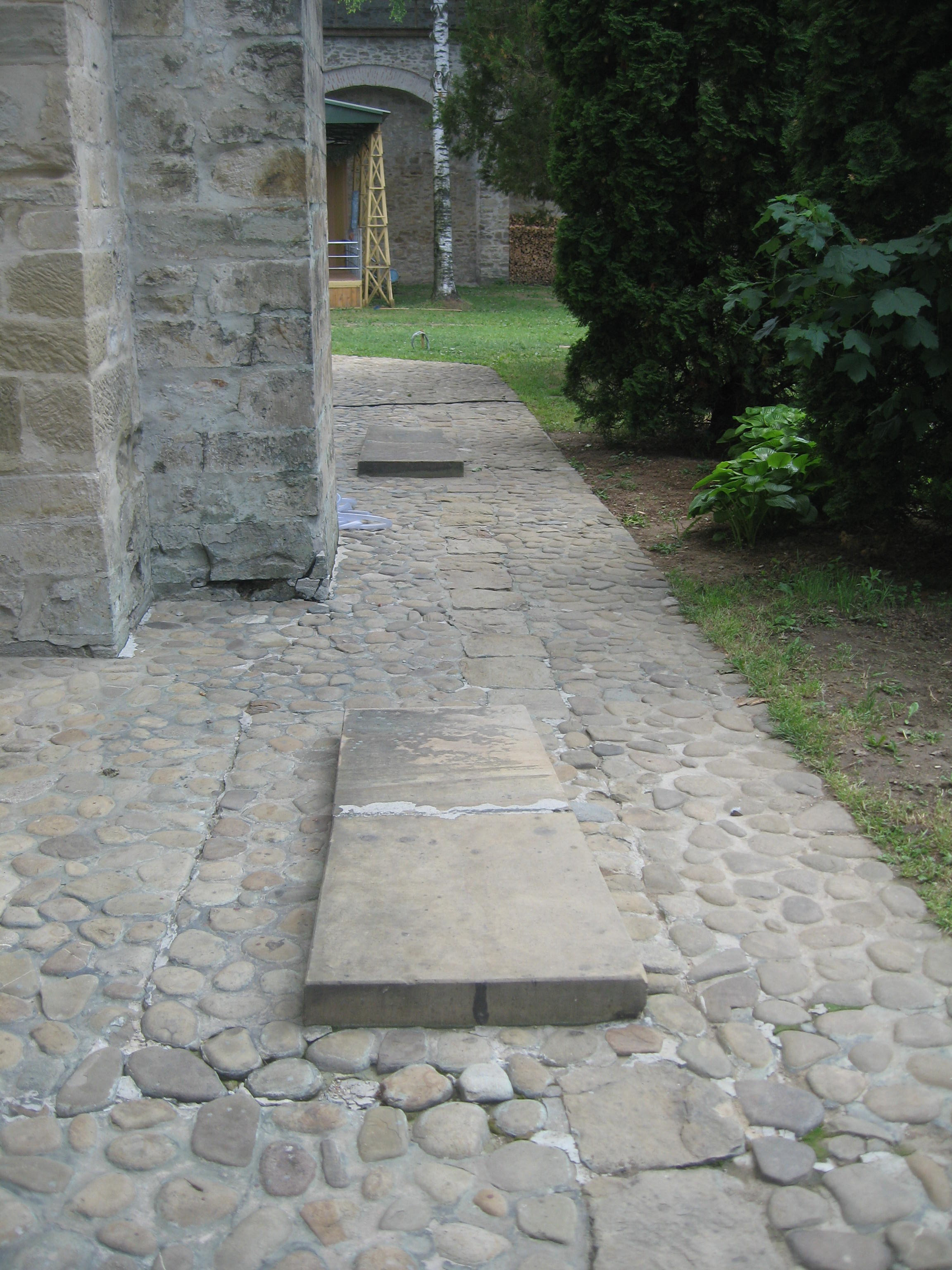
Cele două pietre funerare din dreapta bisericii
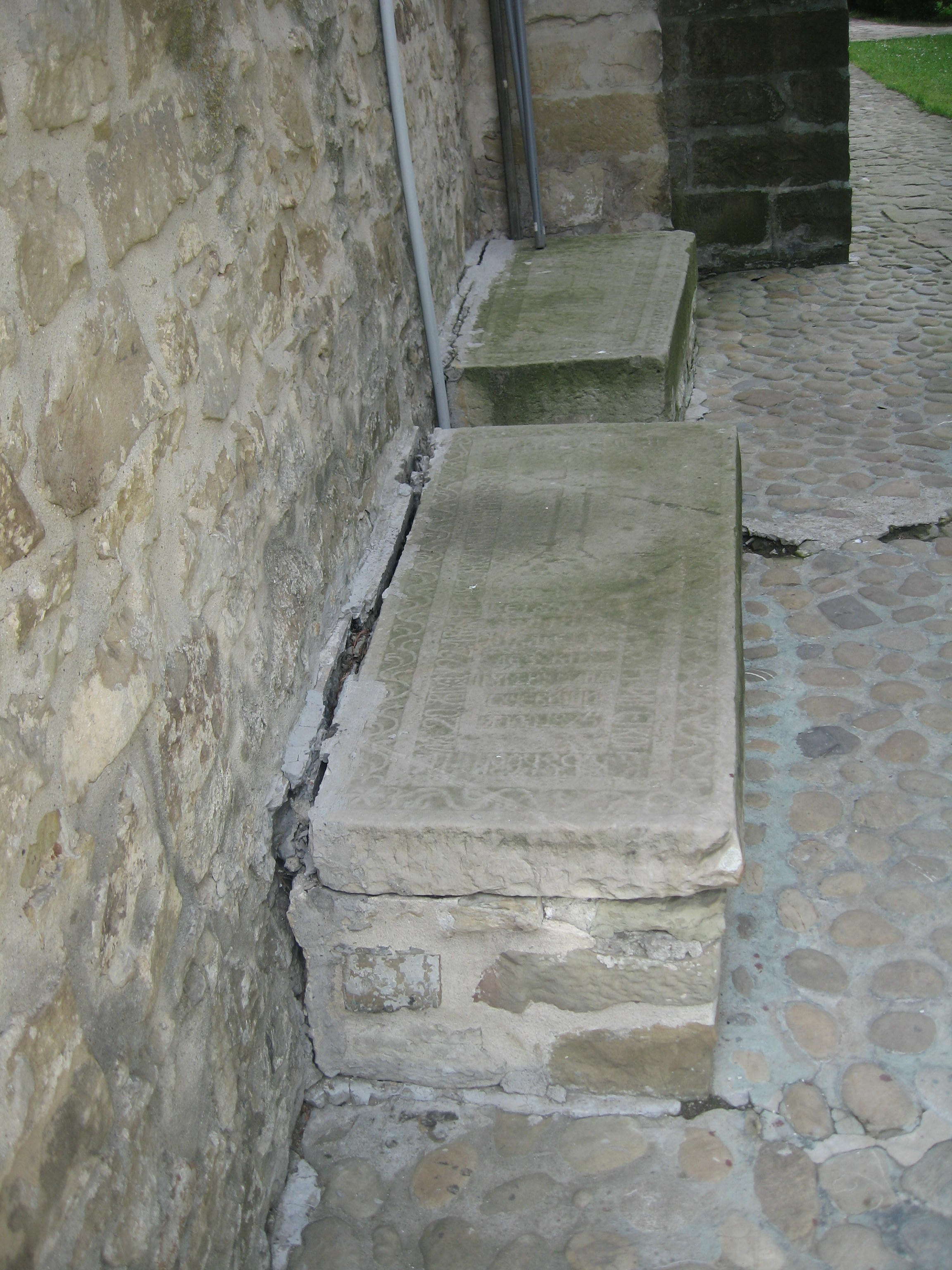
Cele două pietre funerare din stânga bisericii
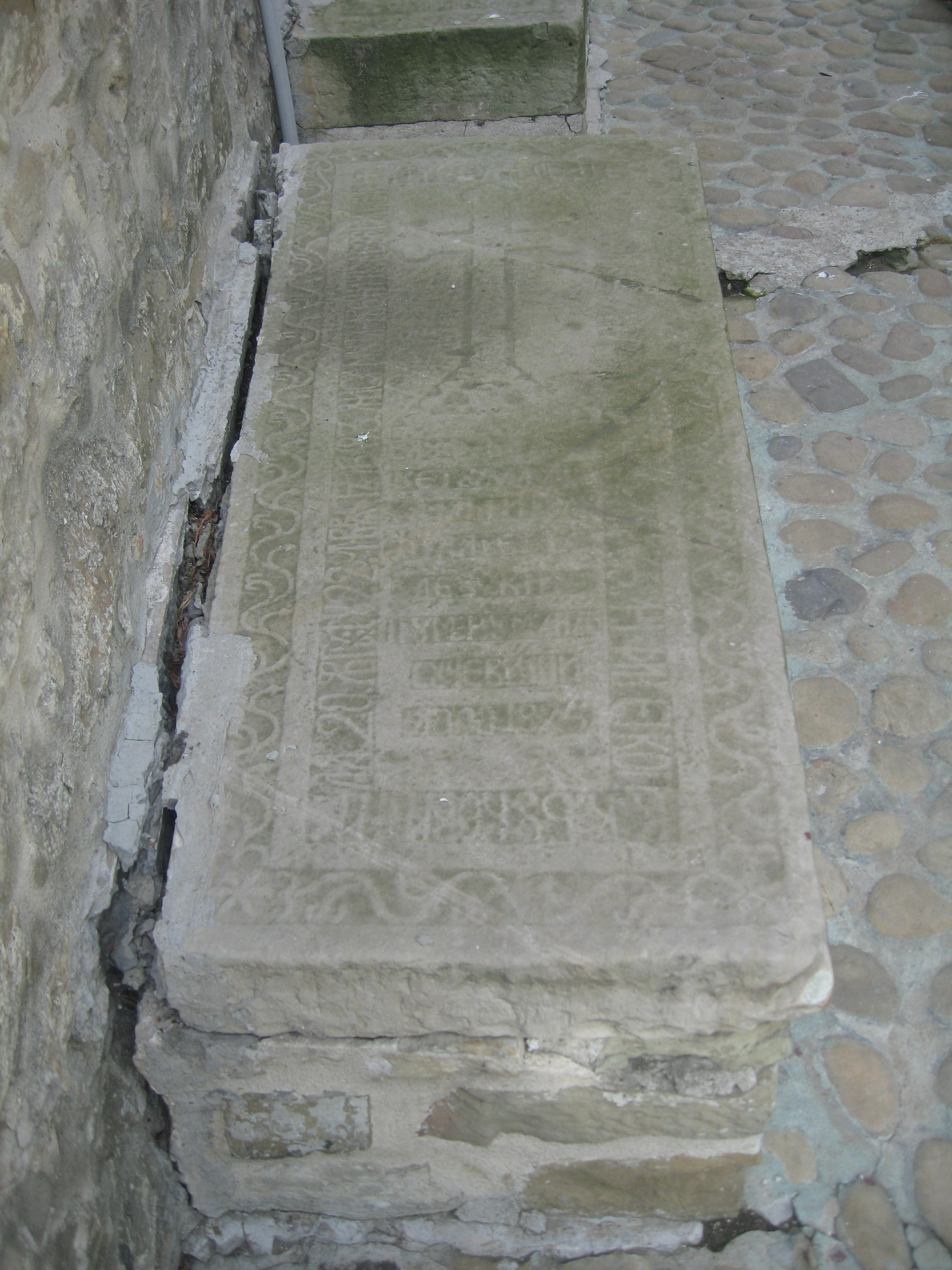
Mormântul episcopului Daniil Vlahovici
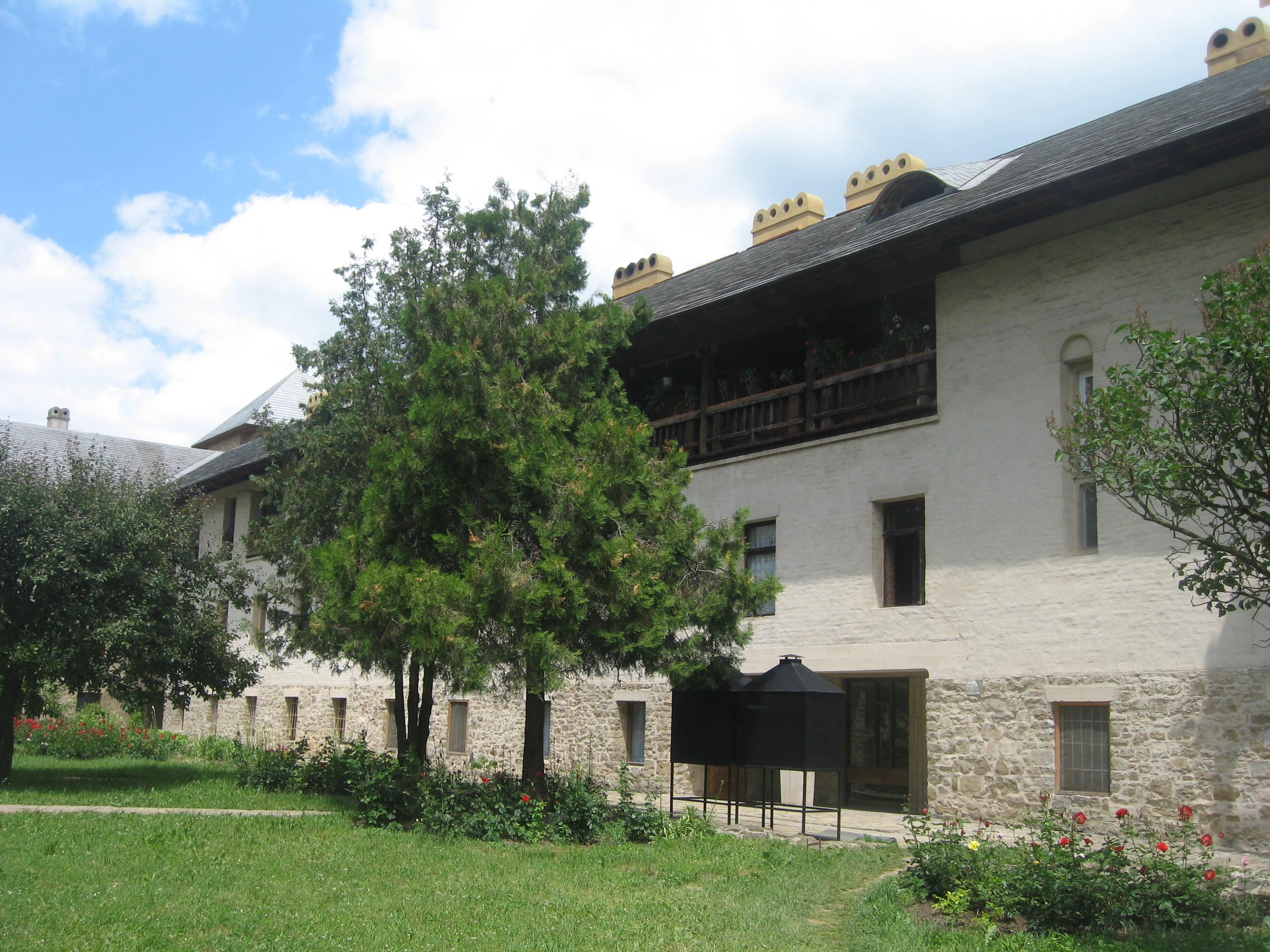
Corp de chilii
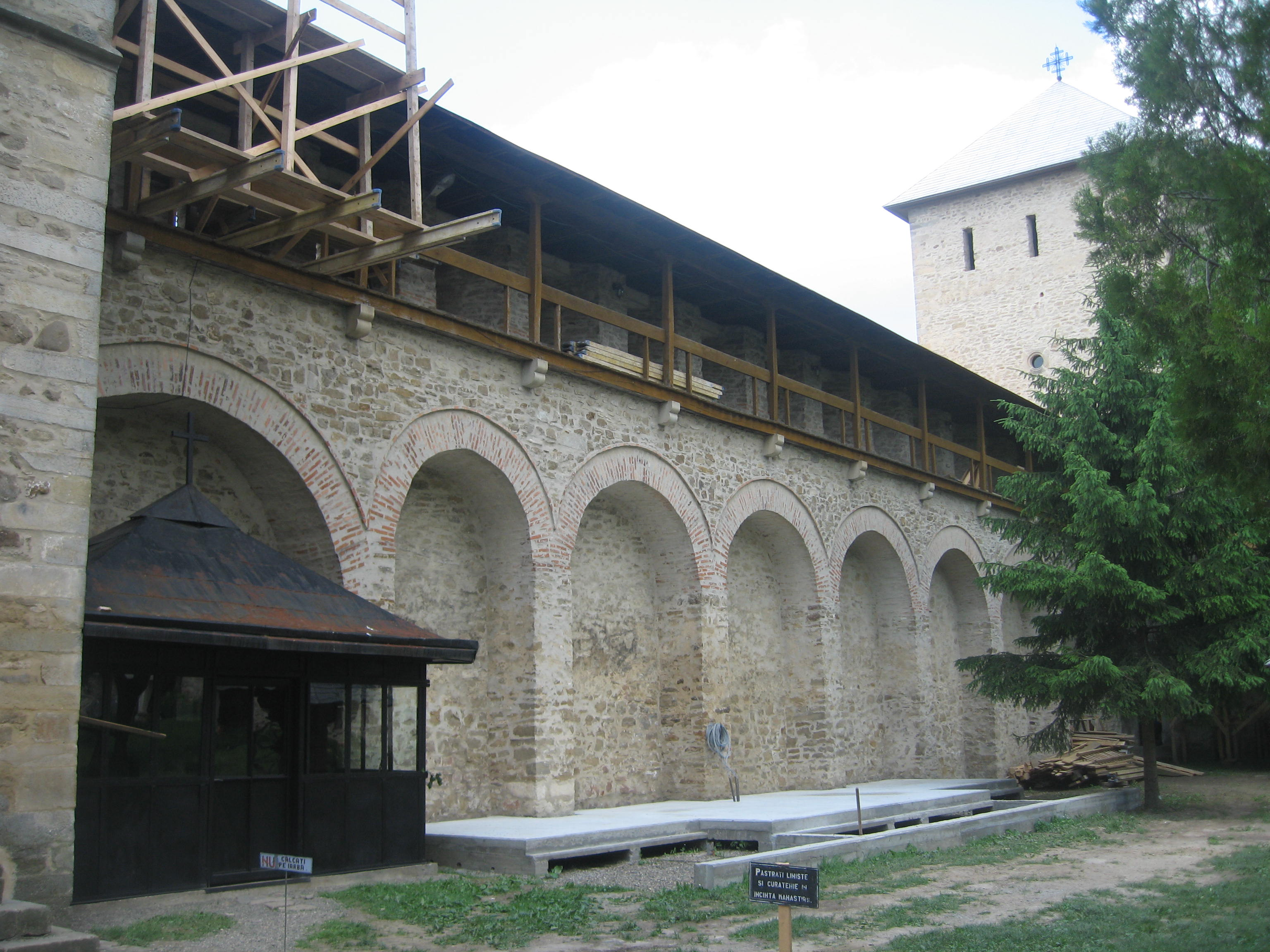
Drumul de strajă
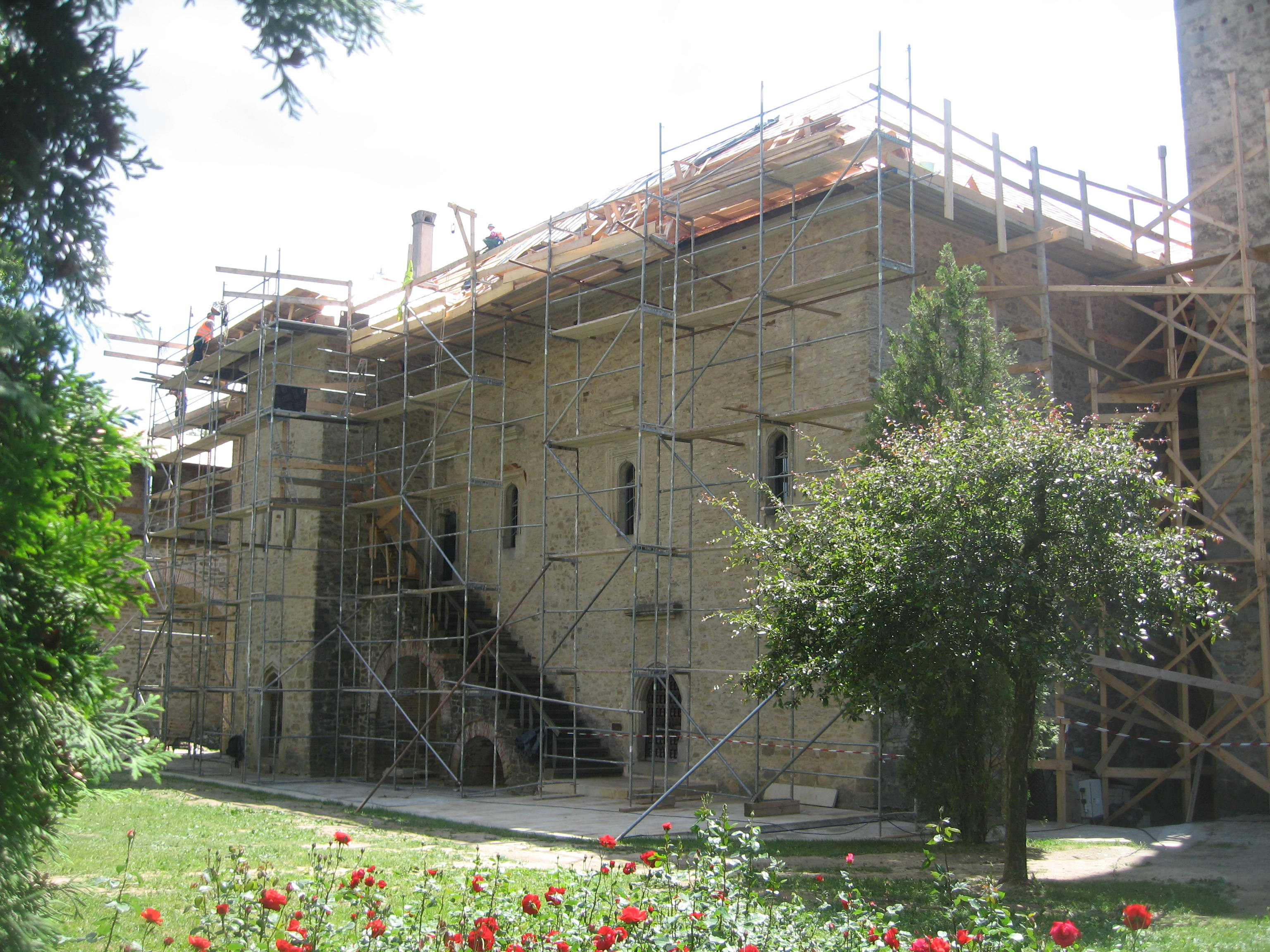
Trapeza cu sală gotică, aflată în renovare
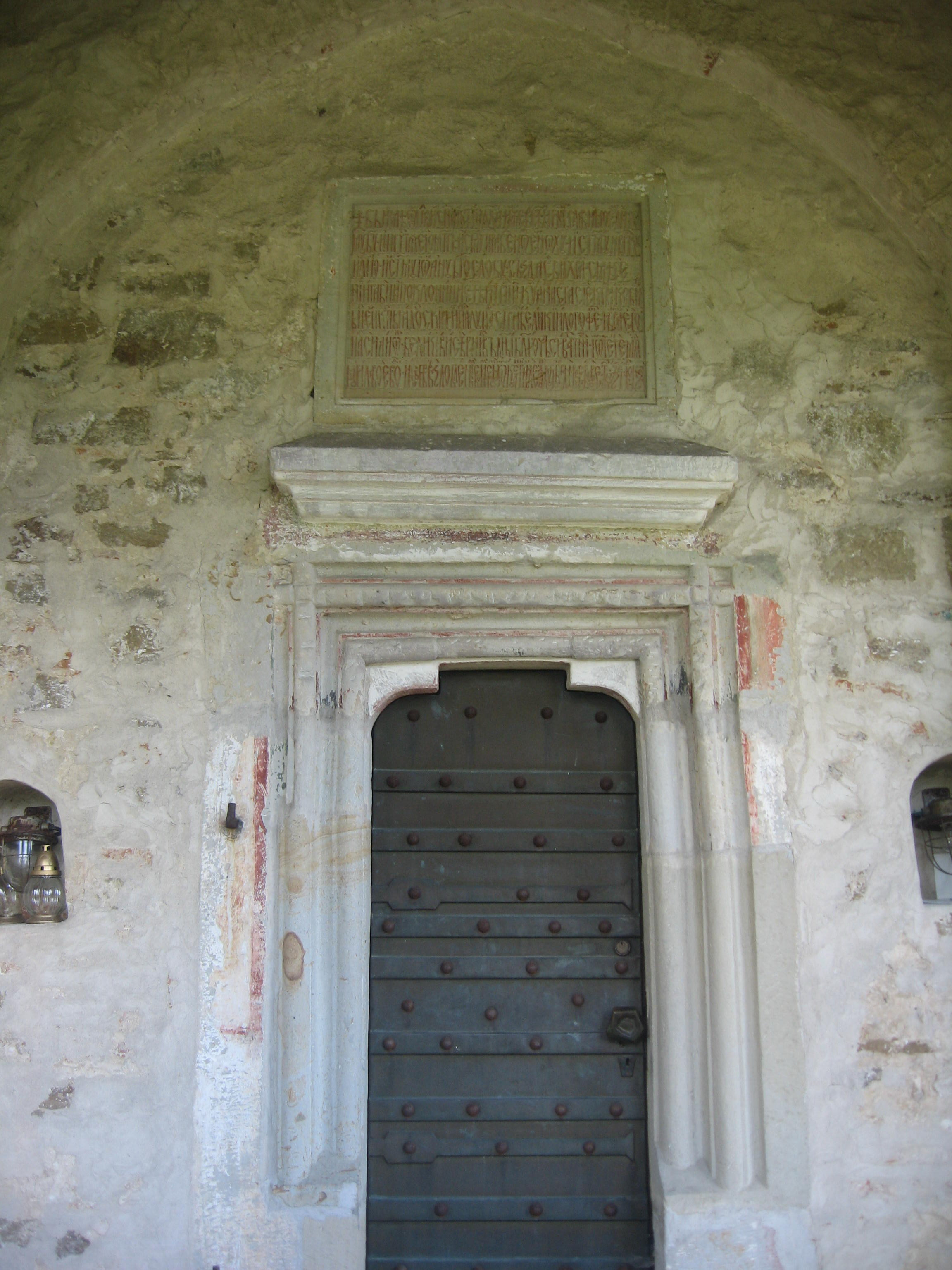
Portalul de intrare în biserica din cimitir
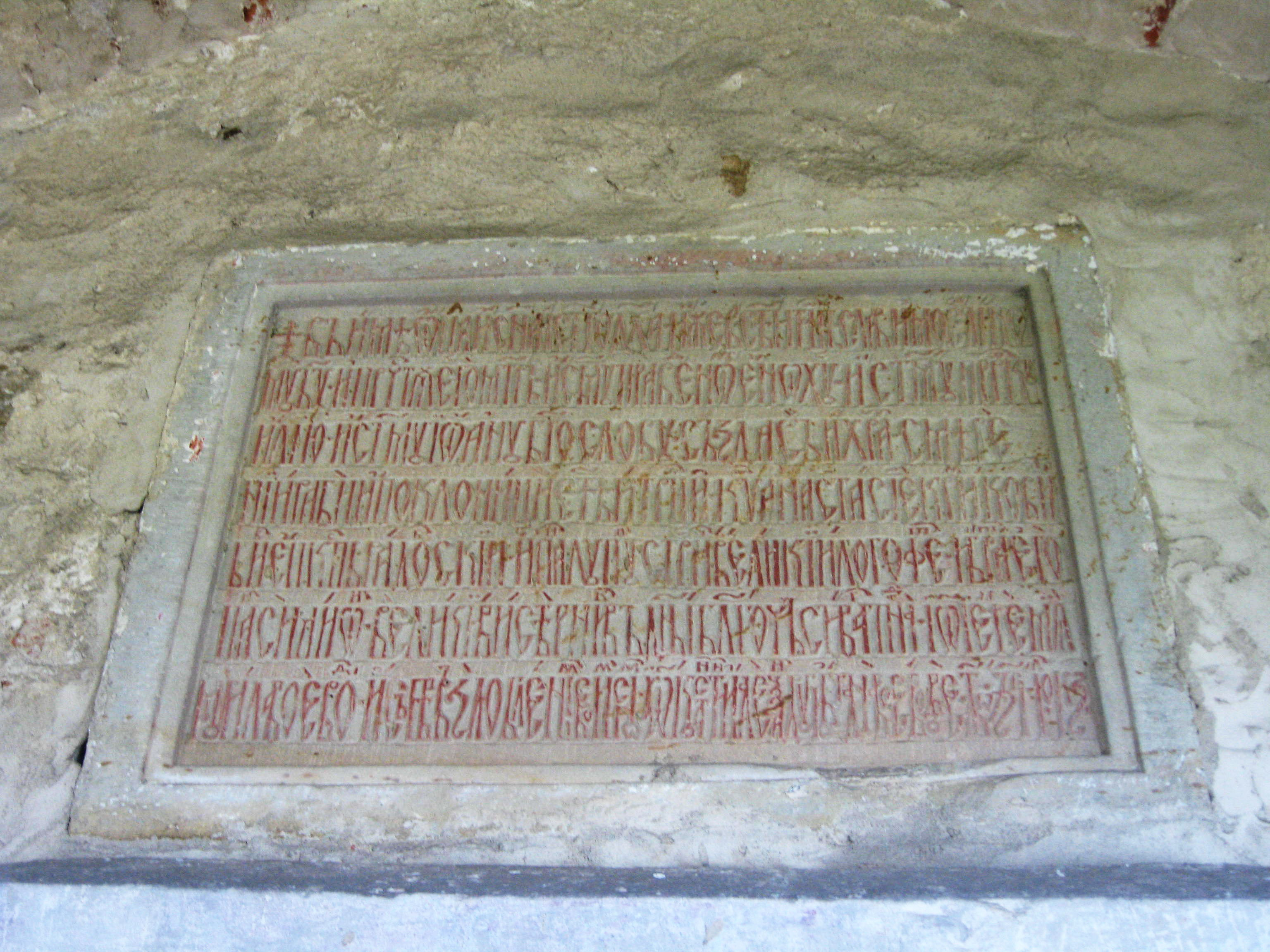
Pisania bisericii din cimitir